# حمله مغول به ایران
حملهٔ مغول به ایران به سه لشکرکشی مغول به ایران در فاصله سال‌های ۱۲۱۹ تا ۱۲۵۶ میلادی (۶۱۶–۶۵۴ ه‍.ق) اشاره دارد. این لشکرکشی‌ها به امپراتوری خوارزمشاهی، اسماعیلیان الموت و حکومت‌های محلی اتابکان سلجوقی خاتمه داد و منجر به ایجاد حکومت ایلخانان مغول به جای آن‌ها در ایران شد. از میان حمله‌هایی که اقوام دور و نزدیک در طول تاریخ به خاک ایران کرده‌اند، حملهٔ مغولان بیشترین ویرانی و تباهی را برای ایران داشت.
چنگیز خان پس از چیره شدن بر چین و بخشی از آسیای میانه با خوارزمشاهیان همسایه شد. خواستهٔ چنگیز خان بازکردن راه بازرگانی میان قلمرو خوارزمشاهیان و چین بود. او در ابتدا، نسبت به سلطان محمد خوارزمشاه ادب و احترام را رعایت کرد ولی این پادشاه با تدابیر خصمانهٔ خود موجب غضب خان مغول و هجوم او به ممالک اسلامی شد. حملهٔ مغول در پی قتل ۴۵۰ بازرگان مغولی در شهر اترار آغاز شد. شروع نخستین لشکرکشی در سپتامبر سال ۱۲۱۹ میلادی (پاییز ۵۹۸ خ. / ۶۱۶ ق) و به فرماندهی چنگیز خان بود. سلطان محمد خوارزمشاه در همان سال با سپاهی به مبارزه با مغول برآمد، ولی از جوجی پسر چنگیز شکست خورد و از آن پس تصمیم گرفت که از مواجهه با لشکر مغول خودداری کند. چنگیز برای دستگیری سلطان محمد دو نفر از بزرگان لشکر خود را به تعقیب او فرستاد. سال بعد سلطان محمد در بستر مرگ، جلال‌الدین خوارزمشاه را به جانشینی خویش برگزید و جلال‌الدین بیش از ۱۰ سال پس از مرگ پدر در برابر سپاهیان مغول ایستادگی کرد. دومین لشکرکشی در سال ۶۲۶ ه‍.ق به امر اوگتای قاآن و به فرماندهی جرماغون نویان بود. این لشکرکشی به قصد پایان دادن به مقاومت جلال‌الدین خوارزمشاه و تسخیر مناطقی که تحت سلطه خوارزمشاهیان باقی‌مانده بود، انجام شد. در پایان این دو حمله مغولان به سلطنت خوارزمشاهیان بر ایران پایان دادند و بسیاری از شهرهای ایران مانند طوس و نیشابور به کلی ویران و مردم آن قتل‌عام شدند. خط سیر تخریب و ویرانی فقط منحصر به شمال و شمال شرقی ایران نبود، در مرکز و غرب ایران نیز شهرهای دامغان، ری، قم، قزوین، همدان، مراغه و اردبیل هدف حمله قرار گرفتند.
سومین لشکرکشی در سال ۱۲۵۴ میلادی (۶۵۴ ه‍.ق) ۴۰ سال پس از شکست و فرار سلطان محمد خوارزمشاه، به دستور منگوقاآن و با هجوم هولاکو به ایران آغاز شد. هلاکو در این لشکرکشی دو هدف داشت، تسخیر قلعه‌های اسماعیلیه و سپس فتح بغداد که پایتخت خلفای عباسی بود. رکن‌الدین خورشاه آخرین خداوند الموت در تسخیر این قلعه‌ها به هلاکو کمک‌هایی نیز کرد؛ اما، سرانجام خود او نیز به دنبال تسخیر اکثر این قلعه‌ها کشته شد. بدین ترتیب دولت اسماعیلیان الموت به پایان رسید. هلاکو سپس در سال ۱۲۵۸ میلادی (۶۵۶ ه‍.ق) به بغداد لشکر کشید و با سقوط بغداد، خلافت عباسیان پس از حدود ۵۰۸ سال پایان یافت. پس از این پیروزی بود که حاکمان مغول کوشیدند تا به جای ویرانی و قتل‌عام مردم بر آنان حکومت کنند.
دفاع مردم در حملهٔ نخست مغولان نشان از آن دارد که در حملهٔ نخست شهرهای مختلف در مقابل حملهٔ مغول به شدت مقاومت کردند، اما نفاق سران کشوری و لشکری با یکدیگر و نداشتن یک فرماندهٔ مدبر و فرار خوارزمشاه و بی‌انضباطی، نگذاشت که این همه مدافعات به نتیجه‌ای قطعی منتج شود. حمله مغول بیش از خسارت‌های اقتصادی، صدمات فرهنگی و روحی برجای گذاشت. در این حمله مراکز علمی و فرهنگی بسیاری، از جمله کتابخانه‌ها، سوزانده و ویران شد. شهرهای بزرگ بسیاری از بین رفت و به دنبال آن مراکز رشد و پرورش فکری به حداقل رسید. کاهش جمعیت و به اسارت گرفتن و فرستادن صنعتگران ایرانی به مغولستان باعث رکود اقتصادی در ایران، و تخریب قنات‌ها و آبراهه‌ها — که در طول قرن‌ها ساخته شده بودند — نیز سبب رکود کشاورزی شد. پس از حملهٔ مغول شماری از دانشمندان که از این حمله جان سالم بدر برده بودند، به مناطق امن مانده از این حمله مانند آسیای صغیر و هند مهاجرت کردند. همچنین از اثرات دیگر آن، رونق تجارت در مسیر راه ابریشم بین ایران، چین و کشورهای غرب ایران بر اثر ایجاد دولت واحد مغول و امنیت راه‌ها بود.

## شرایط نظامی و سیاسی ایران قبل از حمله

### شرایط عمومی

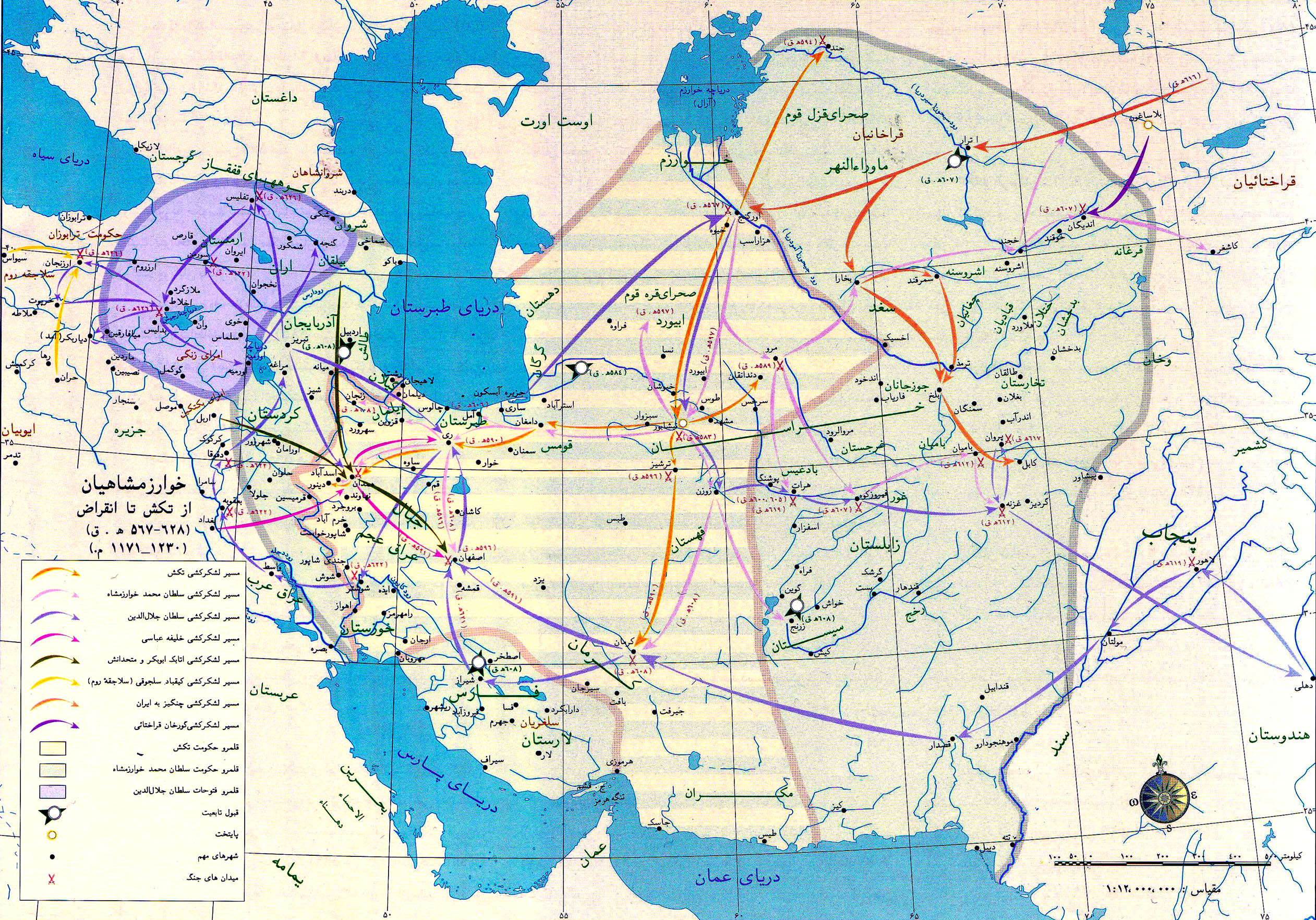
نقشه خوارزمشاهیان. قبل از حمله مغول‌ها. خواندن حروف نقشه تنها با کلیک کردن و بزرگنمایی حداکثر نقشه میسراست.

شالودهٔ اصلی ارتش در ایران تا قبل از به قدرت رسیدن قبایل آسیای مرکزی در مجموع متکی به بنیهٔ نظامی قبایل و قدرت‌های محلی بود. از آنجائیکه ایران جزئی از امپراتوری اسلام و در حقیقت قلمرو دارالخلافه به‌شمار می‌آمد، بالطبع به لحاظ نظامی نیز تحت امر سپاه اسلام بود، اما در عمل در ایران قدرت‌های محلی در مناطق مختلف قدرت را در دست داشتند و هر قدرت محلی نیز متکی به قوای نظامی خود بود. به غیر از نیروهای محلی بردگان ترک‌نژاد قبایل آسیای مرکزی عنصر دیگر نظامی را تشکیل می‌دادند.
تحول در سیستم نظامی ایران از زمان سلطان محمود غزنوی (دوران حکمرانی ۴۲۱–۳۸۷ ه‍.ق) آغاز شد. تشکیلات نظامی‌ای که سلطان محمود به وجود آورد، برای زمان خودش تحولی نوین در ساختار قشون و قوای جنگی کشور بود. سربازان ارتش جدید نه تنها حقوق دریافت می‌کردند بلکه سهمی از غنائم جنگی نیز به آنان می‌رسید. پیدایش ارتش و افزوده شدن آن بر بافت سنتی قشون که خاستگاه قبیلگی داشت، اولین ویژگی مهم اجتماعی به قدرت رسیدن قبایل آسیای مرکزی، شامل غزنویان و سلجوقیان، در ایران بود. پیدایش ارتش به دنبال خود هزینه و خرج و مخارج امور نظامی و لشکری را به همراه آورد. جمع‌آوری مالیات به دست والیان و حاکمان محلی صورت می‌گرفت. در این دوران حق مالکیت زمین چندان از نظر حکومت به رسمیت شناخته نمی‌شد و رؤسای قبایل پس از گرفتن یک منطقه، خود را صاحب آن می‌دیدند و منطقه فتح شده برای آنان به مثابه غنیمت جنگی بود که باید میان افراد قبیله تقسیم می‌شد. در دوره سلجوقیان، یکی از مشکلاتی که دولت مرکزی با آن دست به گریبان بود پرداخت وجوه و حقوق ماهیانهٔ دیوان‌سالاران و نظامیان بود؛ بنابراین دولت مرکزی جهت پرداخت حقوق آنان، اراضی را به شکل اقطاع در اختیار آنان قرار می‌داد.
سلجوقیان از همان آغاز پیروزی بر غزنویان، ولایت‌های کشور را بین سران خود تقسیم کردند. ملوک طوایف غالباً خود را ملک، امیر یا شاه می‌خواندند معدودی از این ملوک که تاریخ آن‌ها به عهد سلجوقیان می‌رسید، خویشتن را اتابک خواندند، در بین این‌گونه طوایف اتابکان فارس (۶۶۳–۵۴۳ ه‍.ق) را باید یاد کرد که بر فارس حکمرانی داشتند. اتابکان آذربایجان (۶۲۲–۵۳۱ ه‍.ق) بر آذربایجان حکومت می‌کردند. شبانکارگان (۷۵۶–۴۴۸ ه‍.ق) بر قسمت شرقی فارس بین کرمان و خلیج فارس حکومت می‌کردند. اتابکان لر بزرگ (۸۲۷–۵۵۰ ه‍.ق) و اتابکان لر کوچک (۱۰۰۶–۵۸۰ ه‍.ق) بر نواحی غربی ایران مسلط بودند. اتابکان یزد (۷۲۸–۵۳۶ ه‍.ق)، حکومت یزد را در دست داشتند. اختلافات خانگی و هرج و مرج در بین سلاله‌های محلی در این ایام رایج بود.

### گسترش حوزهٔ حکومت سلطان محمد و جنگ با ناصر خلیفه

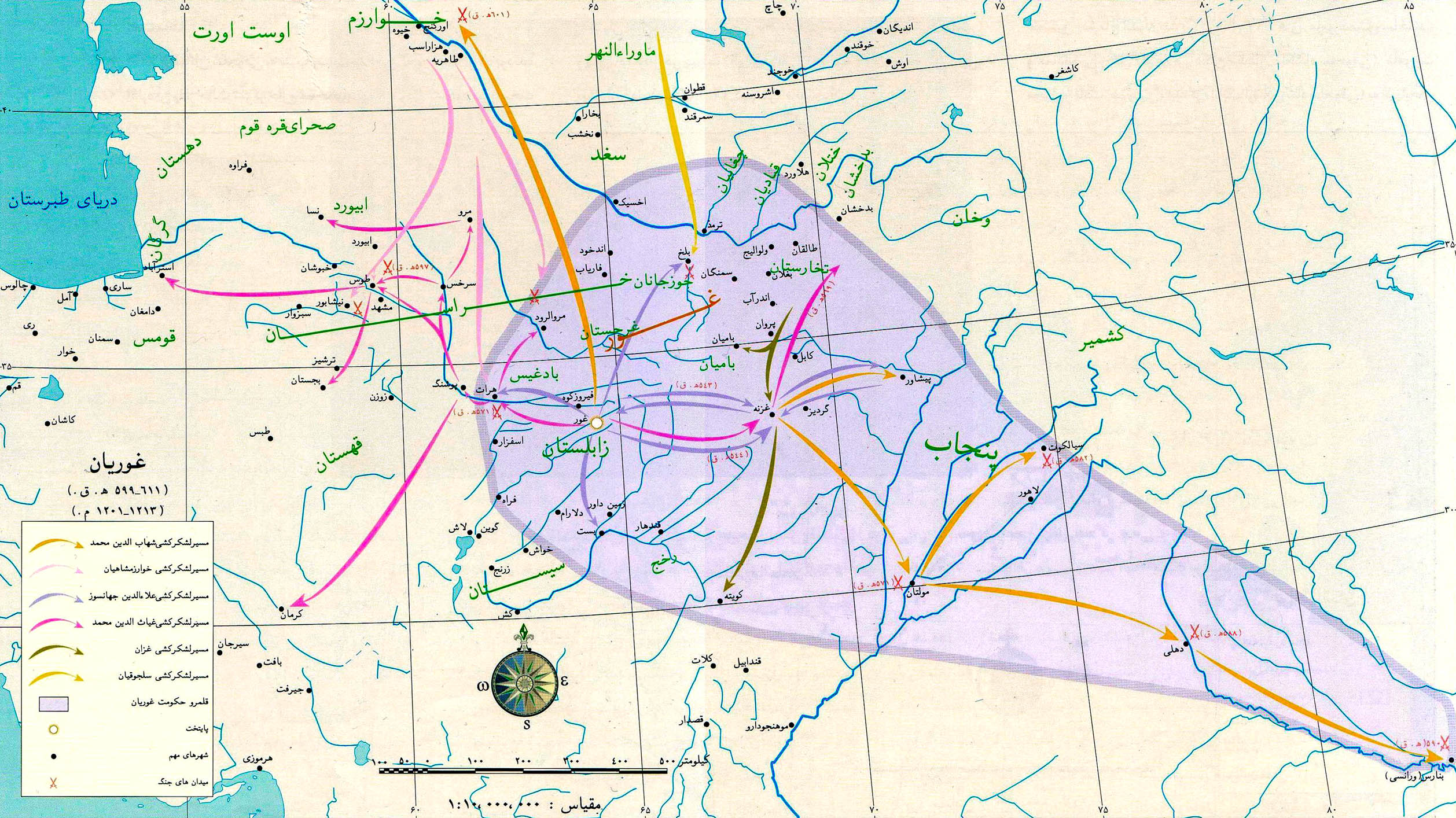
قلمرو دودمان تاجیک-ایرانی غوریان در (۱۲۱۳–۱۲۰۱ میلادی) مطابق با (۶۰۹–۵۹۷ ه‍.ق). موقعیت شهرهای طالقان خراسان، بلخ، هرات، پروان، بامیان در این نقشه نشان داده شده است. برای بزرگ شدن تصویر دو بار بر روی آن کلیک کنید.

بعد از منقرض شدن سلسلهٔ سلجوقیان عراق عجم (۵۹۰–۵۱۱ ه‍.ق) به دست علاءالدین تکش پدر سلطان محمد خوارزمشاه، بر سر حکمرانی ایران غربی بین ناصر خلیفه عباسی (دوران حکمرانی ۶۲۲–۵۷۵ ه‍.ق) از یک سو و علاءالدین تکش و همچنین جانشین او سلطان محمد از سوی دیگر اختلاف و دشمنیِ سختی بروز کرد. بر همین اساس از زمان به قدرت رسیدن سلطان محمد تا آخر سلطنت او، ایران غربی میدان تاخت‌وتاز لشکریان خوارزمی و سپاهیان خلیفه شد. ناصر خلیفه برای قلع و قمع خوارزمشاه نه‌تنها سلاطین غور و علمای متعصب ماوراءالنهر را بر او برمی‌انگیخت، بلکه از اسماعیلیه و غیرمسلمانان قراختائی و اقوام مغول نیز کمک خواست و در نتیجه نه تنها موجب سرنگونی خوارزمشاه شد، بلکه خاندان خود را نیز سرنگون کرد.
مقارن با جلوس سلطان محمد خوارزمشاه (دوران حکمرانی ۶۱۷–۵۹۶ ه‍.ق) غوریان (۶۰۹–۵۹۷ ه‍.ق) توانستند پس از برافتادن غزنویان (۵۸۳–۳۴۴ ه‍.ق) باقی‌مانده سرزمین‌های غزنوی و شهرهای خراسان مانند شهر بلخ زادگاه مولوی را به تصرف خود درآوردند. سلطان محمد در سال ۶۰۹ سلسله غور را برانداخت و با تصرف غزنین در سال ۶۱۱ توانست سرحد قلمرو خود را از طرف شرق به هندوستان برساند. در سال ۶۰۶ او مازندران را که مدت‌ها بود اسپهبدان طبرستان در دست داشتند، تسخیر کرد. از اواسط سدهٔ ششم هجری جماعتی از ترکان شمال چین در ولایت کاشغر و ختن دولتی بزرگ به نام دولت قراختائیان تشکیل داده بودند، که بودایی مذهب بودند. خوارزمشاهیان برای اینکه راه آنان را سد کنند، قبول کرده بودند که هر ساله مبلغی به آنان باج دهند. این رسم تا زمان سلطان محمد برقرار بود اما او از پرداخت خراج به پادشاهی که او را مشرک می‌دانست ابا داشت. سلطان محمد سه بار با قراختائیان جنگ کرد و توانست در سال ۶۰۷ قراختائیان را از ماوراءالنهر براندازد و بخارا و سمرقند را به کمک کوچلک خان سرکردهٔ قبایل نایمان تسخیر کند.
سلطان محمد بعد از آنکه حدود ممالک خود را از طرف شمال شرقی و مشرق به کاشغر و لب سند رسانید، به سمت مغرب یعنی عراق توجه کرد. این ممالک را در این تاریخ اتابکان فارس و آذربایجان در دست داشتند و نفوذ روحانی خلیفهٔ عباسی نیز در این دو منطقه تا حدی باقی بود. سلطان محمد بر سر اینکه نفوذ حکم خوارزمشاهیان در بغداد را خواستار بود و همچنین یاری خواستن خلیفه از اسماعیلیه و قراختائیان برای برانداختن حکومت او، با خلیفه در اختلاف بود. بر اثر این اختلاف و دشمنی سلطان محمد از علمای مملکت خود فتوا گرفت مبنی بر اینکه بنی عباس محق به خلافت نیستند و باید یک نفر از سادات حسینی را به این مقام برگزید به همین نظر خلیفه را معزول اعلان کرده و دستور داد که نام خلیفهٔ عباسی در خطبه‌ها برده نشود و بر روی سکه درج نگردد و یکی از سادات علوی ترمذی را به خلافت گمارد. خوارزمشاه در سال ۶۱۴ به قصد بغداد لشکر کشید، اما چون زمستان بود لشکریانش در گردنه اسدآباد از برف و سرما صدمهٔ زیادی دیدند و مجبور شد به خراسان برگردد.

## دلایل شروع حمله

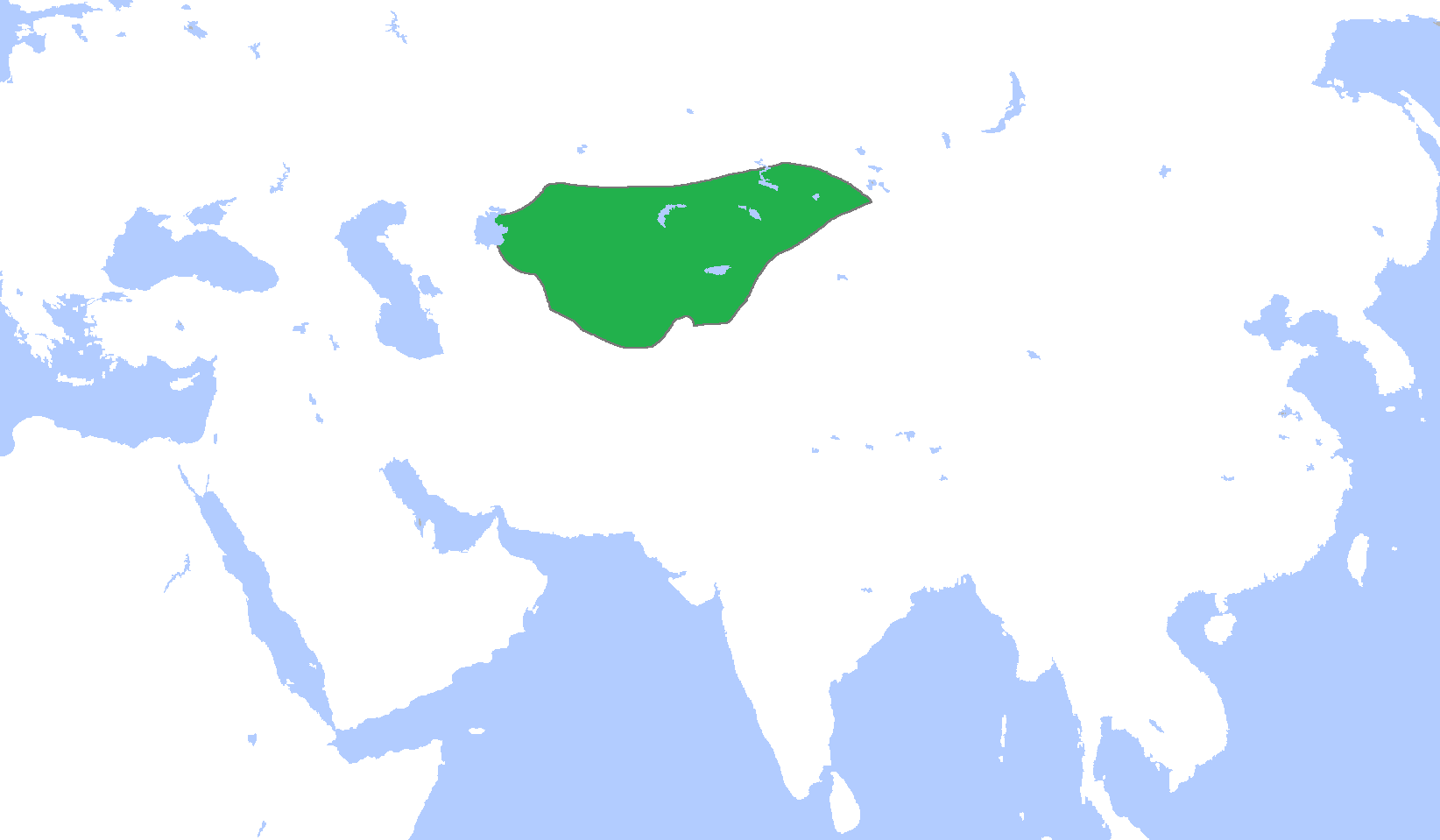
نقشهٔ قلمرو قراختاییان در پیرامون ۱۲۰۰ میلادی ۵۹۶ ه‍.ق

چنگیز پس از تاخت و تاز در چین شمالی توانست پکن را تسخیر کند. سپس طوایف اویغور را به اظهار اطاعت واداشت کوچلک خان سرکردهٔ قبایل نایمان را که بر اراضی اقوام قراختائیان تسلط یافته بود، از آنجا راند و بدینگونه با خوارزمشاه که حدود شرقی قلمرو خود را به این نواحی رسانده بود، همسایه گشت و مرز مشترک یافت. آنچه از شواهد برمی‌آید لشکرکشی چنگیز به ایران برای به‌دست آوردن سرزمینی تازه و کسب غنائم نبود زیرا چنگیز با وجود کشور پر ثروت و عظیم چین که در تصرف داشت به لشکرکشی به ایران نیازی نداشت. چنگیز به رواج بازرگانی و تردد تجار علاقهٔ فراوانی داشت و بازرگانی را تشویق می‌کرد و برای همین در صدد برآمد با سلطان محمد خوارزمشاه که او را پادشاهی مقتدر می‌دانست روابط دوستانه برقرار سازد. به همین منظور جمعی از تجار خود را به ریاست محمود یلواج با هدایایی به خدمت سلطان محمد فرستاد و او را از وسعت کشور و قدرت و لشکر و آبادانی متصرفاتش مطلع ساخت. سلطان محمد نیز که در صدد توسعه متصرفات خود بود از اینکه چنگیز او را در نامه‌اش فرزند خطاب کرده بود خشمگین شد اما محمود یلواج به تدابیری آتش خشم او را فرونشاند و راضی ساخت که با چنگیز خان روابط دوستی برقرار سازد.
به این ترتیب اولین سفیر سلطان خوارزم در پکن پذیرفته شد و چنگیز تجارت بین مغول و قلمرو سلطان را لازمهٔ ایجاد روابط دوستانه اعلام کرد. در جریان همین احوال تعدادی بازرگان مسلمان از قلمرو سلطان محمد پاره‌ای اجناس به ولایت خان مغول بردند و چنگیز هرچند در آغاز ورود با آن‌ها با خشونت رفتار کرد، سرانجام از آن‌ها دلجویی نمود و آن‌ها را به خشنودی بازگرداند. در بازگشت آنها، و در سال ۱۲۱۸ میلادی (۶۱۴ ه‍.ق) تعدادی بازرگان مغول را که تعدادشان به ۴۵۰ نفر می‌رسید و ظاهراً اکثر آن‌ها نیز مسلمانان بودند با پاره‌ای اجناس به همراه ایشان و با نامه‌ای شامل توصیهٔ آن‌ها و درخواست برقراری رابطه بین دو دولت، به قلمرو سلطان خوارزمشاه فرستاد، اما غایرخان (اینالجق) حاکم اترار که برادرزاده و تحت حمایت ترکان خاتون مادر محمد خوارزمشاه بود، در مال بازرگانان طمع کرد و تجار مغول را به اتهام جاسوسی در سرحد قلمروی مورد حکومتش توقیف کرد و سپس با اجازهٔ سلطان محمد خوارزمشاه که در آن هنگام در ولایت عراق بود و گزارش غایرخان را نشانهٔ سوءنظر چنگیز تلقی کرد، تمامی این بازرگانان را قتل‌عام کرد. سپس گماشتگان خوارزمشاه بار کاروان را که شامل ۵۰۰ شتر طلا، نقره، مصنوعات ابریشمی چینی، پوست‌های گران‌بها و امثال این‌ها بود فروختند و مبلغ حاصل را به مرکز دولت خوارزمشاهی فرستادند.
چنگیز خان هنگامی‌که از واقعهٔ اترار مطلع شد، با کنترل خشم خود، آخرین تلاشش را برای جلب رضایت از طریق دیپلماتیک انجام داد. وی یک مسلمان را که پیش از این در خدمت سلطان تکش بود و توسط دو مغول همراهی می‌شد، برای اعتراض به عملکرد غایرخان (اینالجق) اعزام کرد و خواستار تسلیم شخص وی شد. سلطان محمد مایل به استرداد غایرخان نبود زیرا بیشتر لشکریان و غالب سرکردگان لشکر او از خویشان غایرخان بودند و همچنین مادر سلطان محمد، ترکان خاتون، که در کارها نفوذ داشت نیز به قدرت ترکان قنقلی پشت گرم بود و چنین شد که سلطان محمد نه تنها درخواست چنگیز خان را قبول نکرد بلکه سفیر چنگیزخان که برای ابلاغ این درخواست استرداد غایرخان به پایتخت خوارزمشاهی آمده بود نیز به امر سلطان محمد به قتل رسید و همراهان او با ریش و سبیل بریده به نزد چنگیز بازگردانده شدند. این رفتار جنگ طلبانهٔ محمد خوارزمشاه هجوم چنگیزخان را به آسیای مرکزی تسریع نمود.
عوامل اقتصادی
برای قوم تاتار که بر اثر بدوی بودن، احتیاج مبرمی به اجناس نواحی مترقی‌تر داشت، از قدیم باز نگاه داشتن راه‌های تجارتی اهمیت بسیاری داشت. چنگیز خان از ابتدای به قدرت رسیدن به بازرگانی اهمیت بسیاری می‌داد زیرا او نیاز به تهیهٔ اسلحه از هند و دمشق و همچنین نیازمند به بازارهایی برای فروش محصولات مغولستان و همچنین سرزمین تازه به تصرف درآمدهٔ چین بود. اما برخلاف اهداف چنگیز، کشمکش بین سلطان محمد و کوچلک خان سرکردهٔ قبایل نایمان در کاشغر باعث بسته شدن راه‌ها و وقفه مابین تجارت شرق و غرب شده بود. هم‌زمان با این وقفه در راه‌های زمینی، راه دریائی خلیج فارس در اثر جنگ بین حکمران کیش و حکمران هرمز نیز مسدود شده بود که نتیجهٔ آن به وجود آمدن یک بحران تجارتی در ناحیه آسیای مرکزی بود. بازرگانان خواستار ختم منازعات و بازشدن راه‌ها بودند. به همین علت است که در حملات چنگیز یاری رساندن برخی از بازرگانان مسلمان در پیشرفت چنگیز به طرف غرب دیده می‌شود. برای رفع این بحران نخست کوچلک خان در سال ۱۲۱۸ میلادی توسط مغول کشته شد. سلطان محمد نتوانست اهمیت روابط تجارتی با شرق دور و قرار داشتن سرزمینش را بر سر راه جاده ابریشم درک کند و از احتیاجات بازرگانان و خواست چنگیز غافل بود بنابراین بعد از میان برداشتن کوچلک خان نوبت به سلطان محمد رسید.
نقش خلیفه بغداد
اگرچه احتمال آن‌که ناصر خلیفه عباسی به علت دشمنی با خوارزمشاه، مغولان را تشویق به حمله به خوارزمشاهیان کرده باشد، از رسم و آیین سیاست و مملکت‌داری این خلیفه بعید به نظر نمی‌رسد اما توجه چنگیز به چنین پیامی در آن ایام بعید می‌نماید. با این وجود بعضی از مورخان به نقش خلیفه بغداد در حمله مغول به سرزمین خوارزمشاهیان اشاره کرده و آورده‌اند که رفتن سفیر از جانب ناصر خلیفه پیش چنگیز خان و علنی شدن دشمنی خلیفهٔ مسلمین با محمد خوارزمشاه و دادن اطلاعات در باب احوال سرزمین‌های اسلامی در جری شدن و تمایل چنگیز به جنگ، بی‌تأثیر نبوده است. ابن اثیر در ذکر علل حمله تاتار به سرزمین‌های اسلامی چنین می‌نویسد:
هرچه بوده، بوده و من ذکر نکرده‌ام، تو گمانت را خیر گردان و از خبر نپرس.
الله‌یار خلعتبری گمان دارد که ابن اثیر از بیم خلیفه، این قضیه را آشکارا نگفته است. ابن اثیر پس از مرگ خلیفه الناصر در سال ۶۲۲ ه‍.ق دربارهٔ او چنین نوشت: «آنچه عجم به او نسبت می‌دهند که او کسی است که تاتار را به طمع بلاد اسلامی انداخت و در این مورد به آنان نامه نوشت، صحت دارد.»
ابن کثیر نیز آورده: «اینکه ایرانیان می‌گویند این الناصر بود که مغولان را تحریک کرد، درست است و این گناهی است بزرگ، که هر گناهی در برابر آن کوچک می‌نماید». ابن واصل، مقریزی، ابن خلدون هم روایت ابن اثیر را تأیید کردند.

## یورش سپاه چنگیز
عباسیان (۱۲۵۸→ ۷۵۰)
خوارزمشاهیان (۱۲۳۱ → ۱۰۷۱)
نخستین حمله مغول (۱۲۲۰↓)
محمد خوارزمشاه با وجود اقتدار ظاهری در هنگام حمله آمادهٔ دفاع نبود. او در هنگام تدارکات جنگی در ظرف یک سال سه بار از مردم مالیات گرفت و به همین دلیل اعتراض و نارضایتی مردم را برانگیخت. محمد خوارزمشاه قبل از حمله شورایی از امرای خود تشکیل داد. امام شهاب‌الدین خیوقی از فقها و مدرسان معروف خوارزم پیشنهاد داد که از نواحی مختلف سرباز فراهم شود و در کنار سیحون از عبور مغول جلوگیری به عمل آید ولی امرای سلطان این پیشنهاد را نپذیرفتند و گفتند که بهتر است مغول به ماوراءالنهر بیاید و به کوه‌ها و تنگناهای صعب برسند و آنوقت چون ایشان راه‌ها را درست نمی‌شناسند بر سر ایشان بتازیم. سلطان رأی دستهٔ دوم را پذیرفت و قشون و امرای خود را بین آبادی‌های عمدهٔ ماوراءالنهر متفرق کرد اما خود او قبل از آنکه سپاهیانی که از اطراف خواسته بود جمع آیند راهی بلخ شد و دفاع از ماوراءالنهر را به امرا و قشون خود واگذاشت.

### تسخیر ماوراءالنهر

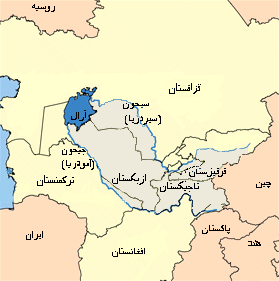
نقشه امروزی از منطقه فرارود (یا ماوراءالنهر). این منطقه مابین دو رود جیحون و سیحون قرار گرفته است.

چنگیز خان در ماه سپتامبر سال ۱۲۱۹ میلادی (۶۱۶ ه‍.ق) به اُترار، در آخرین حد مرزی قلمرو خوارزمشاهیان (در قزاقستان کنونی) رسید و نیروهای خود را به سه قسمت تقسیم کرد. یک قسمت را در اختیار پسرانش اوگتای و چغتای قرارداد تا اُترار را محاصره کنند و قسمت دیگر آن را به فرماندهی جوجی برای گرفتن شهرهای ساحل سیحون به سوی شهر جَند روانه ساخت. خود او به همراهی پسرش تولی در رأس قوای اصلی به سوی بخارا حرکت کرد. رسم چنگیز چنین بود که در هنگام لشکرکشی از خدمات مشاوران و کسانی که دارای اطلاعات بودند و راه‌داران بهره می‌برد به همین علت همواره جماعتی از تجار مسلمان که به دلیل مسافرت‌های زیاد معلومات بسیار داشتند و به چگونگی راه‌های عبور اطلاع داشتند برای مشاوره در اردوی او بودند. همچنین پس از آغاز حمله برخی از امرای خوارزمشاه که با او دشمنی داشتند، مانند بدرالدین عمید نیز به اردوی چنگیز پیوستند و در باب اوضاع دربار سلطان و چگونگی راه‌ها اطلاعات بسیاری به چنگیز دادند. از وضع حمله و تقسیم لشکر و دیگر تصمیمات چنگیز به خوبی معلوم‌است که چنگیز از اوضاع جغرافیایی ماوراءالنهر اطلاعات صحیح داشته است.

### اشغال بخارا و سمرقند و اترار
در سال ۱۲۲۰ میلادی (۶۱۶ ه‍.ق) چنگیز خان با قوای اصلی اردوی خود به بخارا حمله کرد و با مقاومت شدید مدافعان شهر مواجه شد؛ ولی این ایستادگی زیاد به طول نینجامید در روز سوم جنگ مدافعان بخارا که ارتباطشان از همه طرف قطع شده بود، به ناچار دست از مقاومت کشیدند. مهاجمان مغول پس از تصرف بخارا هزاران تن از سکنهٔ بی‌سلاح و بی‌دفاع شهر را کشتند و بقیه را همچون برده و کنیز به اسارت بردند. به دنبال آن راه سمرقند را پیش گرفتند. چنگیز در بخارا بزرگان شهر را احضار کرد و گفت غرض از احضار شما جمع‌آوری آلات نقره‌ای است که محمد خوارزمشاه آن‌ها را به شما فروخته (یعنی بعد از قتل تجار در اترار به دست غایرخان) زیرا که این اشیاء متعلق به ماست و ایشان هرچه از آن اشیاء در تعلق داشتند پیش خان مغول آورده و تحویل دادند.
محمد خوارزمشاه به دفاع از سمرقند اهمیت زیاد داده و در این شهر نیروی بزرگی جمع آورده بود و استحکامات شهر دوباره تعمیر شده بود. به قول برخی از مورخان ۱۱۰ هزار و طبق برخی منابع دیگر ۶۰–۵۰ هزار نفر سرباز در سمرقند برای دفاع از شهر جمع شده بودند. به نظر می‌آید که شهر در این شرایط می‌توانست در برابر محاصره چندین سال نیز مقاومت بکند. در روز سوم محاصره مدافعان شهر از مواضع خود بیرون آمده به دشمن حمله بردند. در این هجوم ناگهانی گروه بسیاری سربازان شرکت داشتند. آن‌ها تعدادی از سربازان مغول را نابود کردند، ولی خود در محاصرهٔ دشمن افتادند، و اکثر آن‌ها در میدان نبرد کشته شدند. این حملهٔ نافرجام تأثیر ناگواری بر روحیهٔ مدافعان گذاشت. برخی از افراد بانفوذ شهر تصمیم به تسلیم گرفتند و قاضی و شیخ‌الاسلام شهر را به نزد چنگیز خان فرستادند تا گفتگویی دربارهٔ تسلیم انجام دهند. سرانجام آن‌ها دروازهٔ شهر را به روی دشمن گشودند و قشون چنگیزی وارد شهر شده و دست به قتل‌عام و غارت زدند. پس از حمله شهر سمرقند به خرابه‌زار تبدیل شد و از سکنه خالی شد.
سربازان مغول به دنبال یک حملهٔ قطعی شهر اترار را گرفتند، ولی قلعهٔ اترار به مدت یک ماه (طبق برخی اسناد، شش ماه) مقاومت کرد. مغول‌ها پس از گرفتن شهر اترار، تمامی مدافعان شهر و قلعه را به قتل رساندند. بدین ترتیب فتح ماوراءالنهر با سرعت باورنکردنی انجام شد.

### پیشروی در خراسان

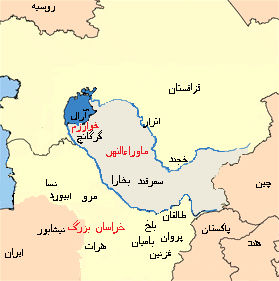
گرگانج مرکز خوارزم و پایتخت خوارزمشاهیان در جنوب دریاچه آرال در کشور ترکمنستان کنونی

در سال ۱۲۲۱ میلادی (۶۱۷ ه‍.ق) پسران چنگیز چغتای، اوگتای و جوجی با ۱۰۰ هزار نفر اردوی مغول پایتخت دولت خوارزمشاهی شهر گرگانج جرجانیه یا اُرگنج را محاصره نمودند و مردم را به ایلی (اصطلاحی مغولی به معنای قبول تابعیت) خواندند ولی کسی از بزرگان شهر، این پیشنهاد را قبول نکرد. این شهر مرکز علم و ادب و بحث و درس به‌شمار می‌رفت و مدارس و کتابخانه‌های بزرگ داشت و مرکز اجتماع شعرا و ادب و دانشمندان بود. مدافعان شهر به مدت شش ماه با مغول‌ها جنگیدند. تسخیر این شهر بخاطر مقاومت اهالی چنان بر مغولان دشوار بود که پس از وارد شدن به شهر نیز هر یک کوچه و محله را با قربانی یا دادن تلفات عظیم به دست آوردند. آن‌ها پس از اشغال شهر همه را سر بریدند به استثنای پیشه‌وران، کودکان و زنان که آن‌ها را برده و کنیز کردند. سپس به علت خشمگین بودن از این همه تلفاتی که داده بودند، تصمیم گرفتند که شهر را با خاک یکسان کنند تا اثری از آن باقی نماند. آن‌ها بدین منظور سد ساحل جیحون را ویران و شهر گرگانج را غرق در آب کردند.
چنگیز پسر خود تولی را به خراسان مأمور کرد. در سال بعد، (۶۱۸ ه‍.ق) تولی، خراسان از مرو تا بیهق (سبزوار کنونی یکی از شهرهای منطقه بیهق دانسته می‌شود) و از نسا و ابیورد تا هرات را یکی یکی اشغال نموده و آنجا را مانند ماوراءالنهر تخریب کرد. او به ویژه شهر مرو یکی از قدیم‌ترین مراکز فرهنگی آسیای مرکزی را خراب کرد.
۶۱۹ ه‍.ق چنگیز پس از عبور از معبر پنجاب و تسخیر ترمَذ و بلخ و گرفتن شهرهای ولایت جوزجانان از جیحون گذشته و به سرزمین طالقان آمد. این طالقان شهری واقع در ولایت جوزجانان بود و طالقانِ خراسان گفته می‌شد. قلعهٔ طالقان نصرت کوه نام داشت. محاصرهٔ این قلعه ده ماه به طول انجامید تا سرانجام پسران چنگیز به کمک او آمده طالقان را فتح کردند. پس از آن چون خبر فتح جلال‌الدین را در پروان در نزدیکی شهر غزنین به چنگیز داده بودند از راه بامیان به غزنین آمد و در بین راه بامیان را محاصره کرد. هنگامی که مغول سرگرم محاصرهٔ این شهر بودند، مُوتُوجن، پسر جغتای و نوهٔ محبوب چنگیز، به دست یکی از اهالی بامیان کشته شد. چنگیز پس از فتح بامیان دستور داد که علاوه بر مردم جانوران را هم بکشند و کسی را به اسارت نگیرند و بچه در شکم مادر زنده باقی نگذارند و سپاه مغول به دستور چنگیز شهر را چنان ویران کردند تا دیگر کسی نتواند در آن‌جا سکونت کند. هنگامی‌که چنگیز به غزنین رسید چون جلال‌الدین از این شهر رفته بود به دنبال او به کنار رود سند شتافت ولی نتوانست مانع فرار جلال‌الدین به هند شود. پس از گریختن جلال‌الدین به هند چنگیز چند ماه در این منطقه بود اما بعد به‌علت شورشی که در چین شمالی و تبت درگرفته بود و حضور او را ایجاب می‌کرد، به‌سوی آن منطقه حرکت کرد.

## تعقیب و گریز سلطان محمد

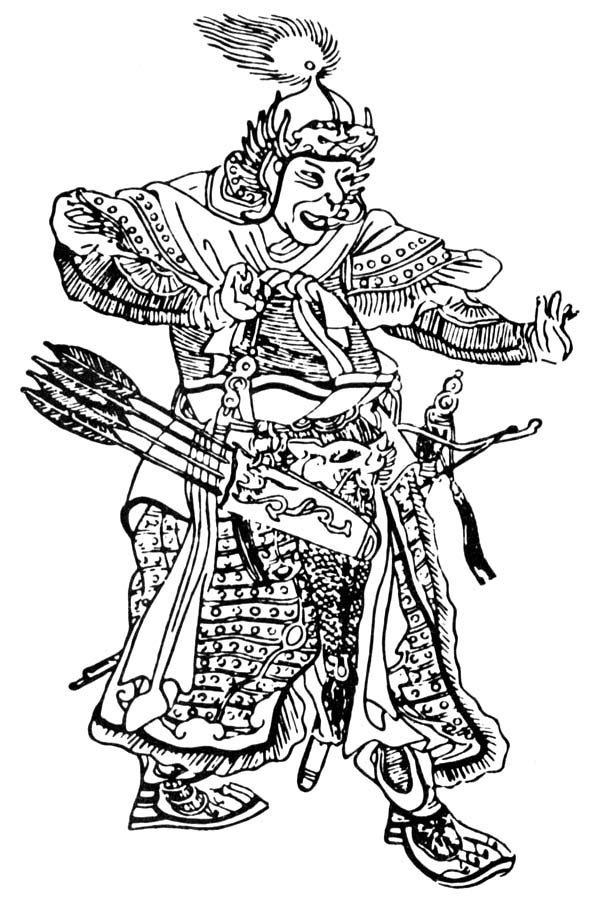
تصویر سبتای بهادر از یک نقاشی چینی مربوط به سدهٔ شانزدهم میلادی

در سال ۶۱۶ ه‍.ق محمد خوارزمشاه به همراه سپاهی خود را به شهر اترار و شهرهای اطراف سیحون رساند و بعد از برخورد اولیه و شکست در مقابل مغول‌ها، از آنان ترسان شد و تأثیر اولین برخورد با مغول‌ها به گونه‌ای بود که وی دیگر هرگز حاضر نشد با آنان در میدان جنگ روبرو شود. او پس از شنیدن خبر سقوط بخارا و سمرقند، از بلخ بیرون آمد. چنگیز از ضعف و پریشانی سلطان محمد مطلع شد و درصدد برآمد پیش از آن‌که کمکی به او برسد، کار او را یکسره کند بدین منظور داماد خود تُغاجار و دو نفر از بزرگان لشکر خود به نام‌های یمه نویان و سبتای بهادر را که در جنگ‌های چین پیروزی‌هایی کسب کرده بودند، به تعقیب سلطان محمد فرستاد و به آنان دستور داد که در سر راه توقف نکنند و تا خوارزمشاه را نگیرند از پای ننشینند و فرصت دستگیری سلطان را به‌خاطر حمله به شهرها و آبادی‌های سر راه، از دست ندهند. جبه و سبتای پس از عبور از جیحون به بلخ رسیدند.

### ورود سپاه مغول به قلمروی خاک ایران کنونی
سلطان محمد خوارزمشاه از بلخ به نیشابور رسید و پس از آن عازم ری شد. جبه و سبتای نیز از بلخ حرکت کرده، به نیشابور رسیدند. آن دو تسخیر نیشابور را به بعد موکول کرده به‌دنبال سلطان حرکت کردند. آن‌ها در سر راه و در تعقیب سلطان آبادی‌هایی که از در اطاعت درنمی‌آمدند مورد قتل و غارت قرار می‌دادند.
سلطان محمد عازم دژ فرزین واقع در سی فرسنگی همدان شد. در این دژ پسر او رکن‌الدین غورسانچی حاکم عراق عجم با ۳۰ هزار نفر به انتظار رسیدن او بود. سلطان محمد در این محل زنان حرم خود را با پسرش غیاث‌الدین به قلعه قارون از قلعه‌های محکم در کوه‌های البرز و بین دماوند و مازندران فرستاد. او همچنین نزد نصرت‌الدین هزاراسپ اتابک لر بزرگ پیغام فرستاد و او را به خدمت خواست و با ملک نصرت‌الدین و امرای عراق در دفع دشمن به مشاوره پرداخت. امرای عراق صلاح در آن دیدند که سلطان در اطراف اشترانکوه موضع بگیرد. ملک نصرت‌الدین هزاراسپ از سلطان خواست که به کوهستان‌های میان فارس و لر بزرگ پناه ببرد و وعده کردند که از مردم لر و کهگیلویه و فارس ۱۰۰ هزار پیاده برای سلطان جمع‌آوری کنند ولی سلطان محمد به‌علت شک و عدم اطمینانی که نسبت به نصرت‌الدین داشت، نظر وی را نپذیرفت. در این زمان، خبر رسید که مغولان به ری رسیده و این شهر را مورد قتل و غارت قرار داده‌اند بدین ترتیب با پسرانش عازم قلعهٔ قارون شد و یک روز در آن‌جا توقف کرد. در راه، جمعی از سپاهیان مغول به او رسیده و بدون این‌که او را بشناسند به‌طرف او تیراندازی کردند ولی سلطان نجات یافت. پس از آن او به طرف قزوین رفت و پس از ۷ روز اقامت در قزوین، در قلعهٔ سرچاهان (نزدیک سلطانیه در استان زنجان کنونی) اقامت کرد. پس از آن مغولان رد پای او را گم کردند و خیال کردند که به بغداد عزیمت کرده است. سلطان محمد سر راه گیلان، خود را به مازندران رساند و سرانجام در یکی از جزایر کوچک دریای خزر به نام جزیرهٔ آبسکون پناهنده شد.

### ویرانی شهرهای مسیر توسط سپاه جبه و سبتای

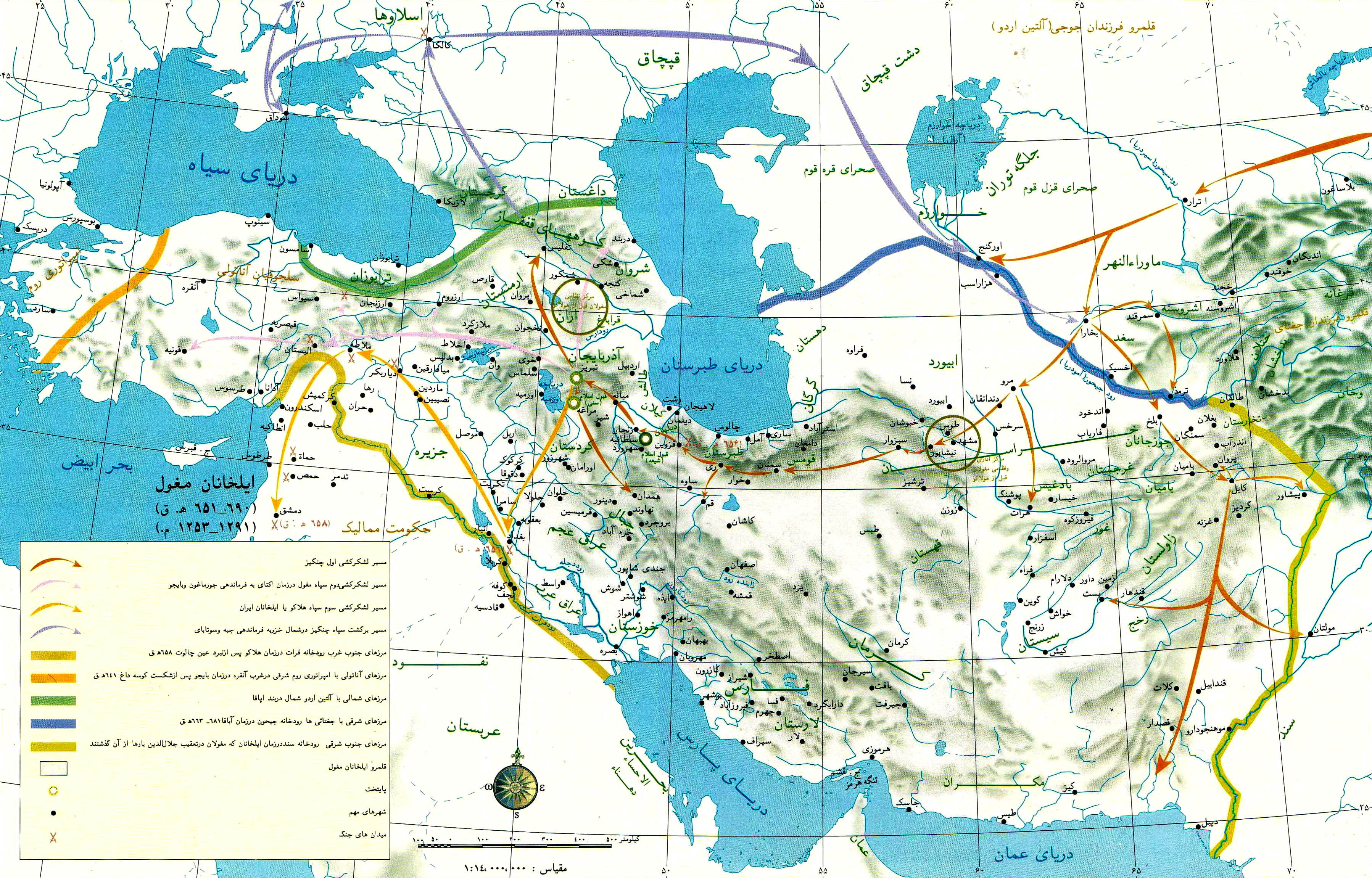
مسیر لشکرکشی سرداران مغول به ایران. مسیر بازگشت جبه و سبتای از ایران با رنگ بنفش کمرنگ نشان داده شده است. خواندن حروف نقشه تنها با کلیک کردن و بزرگنمایی حداکثر نقشه میسراست.

خرابی بسیاری از شهرهای مرکزی و غربی ایران به دست سپاهیان جبه نویان و سبتای بهادر بود که در تعقیب محمد خوارزمشاه بودند. در ناحیه توس هر کدام از این دو سردار مغول از یک جهت به تعقیب خوارزمشاه حرکت کردند سبتای از شاهراه دامغان و سمنان راهی ری شد و جبه راه مازندران را انتخاب کرد و بعد از غارت آبادی‌های مازندران به‌خصوص آمل به ری رسید.
مردم ری در زمان حمله مغول از نظر اختلاف مذهب به دسته‌های مختلفی بودند، شافعیان ری چون از نزدیک شدن مغولان اطلاع یافتند به استقبال رفتند و دو سردار مغول جبه و سبتای را به جنگ با حنفیان برانگیختند. مغولان نخست به قتل و غارت حنفیان پرداختند و سپس به سراغ شافعیان رفتند و شهر را غارت کردند و جمعی بی‌شمار را کشتند و زنان را اسیر کردند و کودکان را به بندگی بردند. مغولان در ری نماندند و در جستجوی خوارزمشاه آن شهر را ترک کردند.
پس از آن‌که جبه و سبتای دانستند که سلطان محمد از ری رفته از دو راه متفاوت به تعقیب او پرداختند. سبتای به طرف قزوین رفت. این شهر را پس از ۲ روز محاصره در ۷ شعبان سال ۶۱۷ ه‍.ق متصرف شد و هزاران نفر را به قتل رساند. از طرف دیگر جبه در تعقیب سلطان محمد به همدان رسید. این شهر دو بار توسط مغولان مورد حمله قرار گرفت. بار اول در زمستان سال ۶۱۸ ه‍.ق به‌دلیل وحشتی که مردم داشتند، از مغولان اطاعت کردند و آنان نیز به غارت اموال اکتفا کردند. حملهٔ دوم مغولان به همدان در بهار سال بعد اتفاق افتاد. این بار همدانی‌ها که بر اثر پرداخت‌های سال قبل چندان ثروتی برایشان باقی نمانده بود، تصمیم به مقاومت گرفتند. تصرف شهر برای مغولان به طول انجامید و در جریان محاصره گروه کثیری از سربازان مغول کشته شدند. سرانجام شهر به دست مغولان افتاد و مردم شهر قتل‌عام شدند. مغولان پس از این قتل‌عام شهر را به آتش کشیدند. در سال ۶۱۸ ه‍.ق جبه به همراه سبتای که تازه از تصرف قزوین فارغ شده بود به طرف اردبیل (مرکز آذربایجان در آن دوران) حرکت کرد. شهر اردبیل پس از دفاع سرسختانه شکست خورده و سپس ویران شد و جمع کثیری از ساکنان آن نیز به قتل رسیدند. بیشتر کشته‌شدگان کسانی بودند که پیش از حادثه شهر را ترک نکرده و به جنگل‌های اطراف آن پناه نبرده بودند. سپس تبریز در محاصره افتاد اما اتابک آذربایجان قبول اطاعت کرد. جبه و سبتای پس از تصرف تبریز، مراغه و مرند و نخجوان را مورد قتل و غارت قرار داده سپس از راه دربند در روسیه به لشکر جوجی، پسر چنگیز پیوستند و از آن‌جا به مغولستان رفتند.

### اسارت حرم
ترکان خاتون مادر محمد خوارزمشاه، در غیاب سلطان، اختیار پایتخت را در دست داشت و اخبار مربوط به فرار سلطان و پیروزی‌های مغول در ماوراءالنهر و خراسان یکی پس از دیگری به وی می‌رسید و موجب سستی عزم ترکان خاتون درماندن و دفاع از پایتخت شد. وی پایتخت را به یکی از امرای خود سپرد و به همراه وزیر خود، ناصرالدین نظام‌الملک، با همهٔ گنجینه‌ها و اموال گران‌بهای شاهی به دژی در لاریجان در مازندران رفت و درآن‌جا پناهنده شد. ترکان خاتون هنگام ترک شهر دستور داد تا دوازده تن از ملوک و شاهزادگان اسیر در گرگانج را به قتل برسانند و در واقع کار مغولان را ساده کرده و کسانی را که می‌توانستند سد نیرومندی در برابر مغول باشند را از سر راه برداشت. مغولان در اوایل سال ۶۱۷ ه‍.ق آن‌جا را محاصره کردند و پس از مدتی به‌علت نبود آب در قلعه، ساکنان آن تسلیم شدند. به غیر از این قلعه، مغولان قلعهٔ قارون را نیز که پناهگاه زنان و کودکان سلطان محمد بود تسخیر کردند. مغولان ترکان خاتون و وزیر وی و فرزندان خوارزمشاه را پیش چنگیز که در حوالی تالقانِ خراسان بود فرستادند. چنگیز پس از کشتن نظام‌الملک و پسران خردسال خوارزمشاه، ترکان خاتون و دختران و زنان و خواهران سلطان محمد را به قره‌قورم (واقع در مغولستان) فرستاد. ترکان خاتون تا سال ۶۳۰ ه‍.ق که تاریخ وفات وی است، در زندان بود.

### مرگ سلطان محمد
محمد خوارزمشاه در هنگام اقامت در جزیره سخت بیمار بود. او قبل از مرگ آگاه شد که لشکریان مغول در لاریجان قلعه‌ای را که پناهگاه حرم و فرزندان او بود، تسخیر کرده و پسران کوچک او را کشته و دختران و خواهران او را به اسیری برده‌اند. سلطان محمد در همین جزیره در ماه دسامبر سال ۱۲۲۰ یا ژانویهٔ سال ۱۲۲۱ میلادی درگذشت.

## مقاومت‌های جلال‌الدین
مادر جلال‌الدین خوارزمشاه (جلال‌الدینِ مِنکُبِرنی) از زنان هندو نژاد بود و همین امر یکی از علل کینهٔ ترکان خاتون مادربزرگش نسبت به او و دور کردن او از ولیعهدی به‌شمار می‌آمد زیرا ترکان خاتون می‌خواست نوهٔ دیگرش اوزلاغ شاه که مادرش مانند خود او از ترکان قنقلی بود بعد از پسرش وارث سلطان محمد گردد. جلال‌الدین به فارسی و ترکی هر دو تکلم می‌کرد. جلال‌الدین هنگام فرار سلطان محمد از سپاهیان چنگیز، همراه پدر بود و سلطان محمد خوارزمشاه در جزیرهٔ آبسکون و در بستر مرگ، او را به جانشینی خویش برگزید و اوزلاغ شاه را از ولیعهدی خلع کرد. سلطان جلال‌الدین، بیش از ۱۰ سال بعد از مرگ پدر در برابر سپاهیان مغول به شدت ایستادگی نمود و با هم‌دستی تیمور ملک چندین ضربهٔ شدید به قشون مغول وارد آورد.

### جنگ پروان
در اواخر سال ۶۱۷ پس از فتح خراسان و سمرقند توسط چنگیز، جلال‌الدین و برادران کوچک‌تر او اوزلاغ شاه و آق شاه از خوارزم گریختند. چون خبر فرار پسران سلطان محمد به چنگیز رسید، او سپاهی مغولی را به تعقیب ایشان فرستاد. جلال‌الدین که زودتر از دو برادر، خوارزم را ترک کرده بود به همراه تیمور ملک والی سابق شهر خجند در بیابان و نزدیکی شهر نسا بر گروهی ۷۰۰ نفره از مغولان پیروز شد و اسب و سلاح آنان را تصرف کرد و سپس راهی نیشابور گشت. اوزلاغ شاه و آق شاه بعد از جدا شدن از جلال‌الدین به چنگ مغولان افتادند و به‌دست آنان کشته شدند. جلال‌الدین نتوانست در خراسان سپاه کافی گرد آورد و بعد از مدت کوتاهی اقامت در نیشابور، به طرف هرات حرکت کرد. او در آغاز سال ۶۱۸ ه‍.ق به غزنین رفت و به محض ورود به این شهر، دو نفر از سرداران خوارزمشاه، با ۶۰ هزار سپاهی به کمک وی آمدند. جلال‌الدین در غزنین سپاهی مخلوط از اقوام مختلف تشکیل داد و با همهٔ لشکریان خویش به قصبهٔ پروان نزدیک غزنین رفت و در جنگ پروان، سپاه مغولی را شکست داد غنائم زیادی به دست‌آورد. این تنها شکست جدی مغول در طی لشکرکشی بود. پس از پیروزی، سپاهیان جلال‌الدین به جمع‌آوری غنائم مشغول شدند و بین دو نفر از بزرگان لشکرش بر سر تصاحب غنائم نزاع درگرفت، در نتیجه سپاهش متفرق شد. پیروزی جلال‌الدین و موفقیت وی در برابر مغول باعث شعله‌ور شدن تعدادی از شورش‌ها در خراسان شد.

### اثرات پیروزی جلال‌الدین
نیشابور قبل از حملهٔ مغول اعتبار و شوکت بسیاری داشت و در ردیف شهرهای بزرگ چهارگانهٔ خراسان بزرگ شامل مرو، بلخ، هرات به‌شمار می‌آمد. این شهر از مراکز عمدهٔ سامانیان و غزنویان بود و در عهد سلجوقیان و خوارزمشاهیان نیز از مراکز معتبر و آباد بود. نیشابور چندین بار بر اثر زمین‌لرزه و حملهٔ غزنویان ویران شده بود. به‌طوری‌که در هنگام حملهٔ مغول در جنب نیشابور قدیم شهر معتبر دیگری به نام شادیاخ بنا شده و در واقع در این دوران همین شهر شادیاخ است که از آن به عنوان نیشابور یاد می‌شود. در نخستین عبور لشکریان جبه نویان و سبتای بهادر سرداران مغول که مأموریت دستگیری سلطان محمد از طرف چنگیز به آن‌ها داده شده بود، از خراسان، حکمران نیشابور تصمیم به تسلیم گرفت و با تقدیم هدایای نفیس و علوفه لشکر به آنان برای شهر نیشابور و مردم آن امان گرفت و باروی شهر را به‌دست خود و به فرمان سران سپاه مغول ویران کرد. از طرف دیگر طرفداران ترکان خاتون و اوزلاغ شاه برادر کوچک‌تر جلال‌الدین درصدد قتل جلال‌الدین خوارزمشاه برآمدند، جلال‌الدین به ناچار به خراسان گریخت و فتوحاتی نیز به دست‌آورد و قدرت و نفوذی یافت و مردم خراسان چون خبر فتوحات او را در پروان شنیدند به دوباره‌سازی حصار شهرها اقدام کردند و مردم نیشابور نیز از اطاعت حاکم توس که دست‌نشاندهٔ مغولان بود سرباز زدند و مردم توس را نیز تحریک کردند تا حاکم مغولی را نابود کنند. شورشیان توس نیز آن حاکم شهر را کشتند و سرش را به نیشابور فرستادند. به‌دنبال این شورش، سپاهیان چنگیز به سرداری تغاجار نویان داماد چنگیز شهر نیشابور را محاصره کردند و در سومین روز محاصره داماد چنگیز بر اثر تیر یکی از کمانداران نیشابور کشته شد. جانشین این سردار، سپاهیان را به دو قسمت تقسیم کرد بخشی را به توس فرستاد و بخشی را با خود به سبزوار برد و به تلافی مرگ تغاجار نویان سبزوار را ویران و خون بسیاری از مردم را جاری کرد.
در همین روزها جلال‌الدین خوارزمشاه که در خراسان بود مدت کوتاهی به نیشابور رفت و با استقبال مردم آن شهر روبرو شد. او سه روز در نیشابور ماند و از سردارانی که مقاومت کرده بودند تمجید به عمل آورده و مصالحه‌کاران را مورد خشم قرار داد. پس از رفتن جلال‌الدین، سپاهیان مغولی به فرماندهی تولی پسر چنگیز که به تازگی مرو را گشوده بودند رو به نیشابور گذاشتند. در این موقع در نیشابور قحطی سخت غلات و آذوقه بود و همین گرسنگی و ضعف از قدرت و توان جنگجویان مبارز شهر می‌کاست. مردم شهر به ناچار قاضی شهر را به صلح و تسلیم نزد تولی فرستادند اما او که قصد انتقام قتل تغاجار را داشت این مصالحه را نپذیرفت. با آن که مردم ۳۰۰۰ چرخ بر دیوار حصارها کار گذاشته بودند و ۳۰۰ خرکمان و منجنیق نصب کرده بودند و به نفت‌انداز مجهز بودند، تاب پایداری نیاوردند و پس از سه روز جنگ سخت و کشته شدن تعداد بسیاری از دو طرف، مغول پیروز شد. سرانجام در روز ۱۰ صفر در فصل بهار ۶۱۸ مغول‌ها به شهر نیشابور ریختند. مغولان، نخست حاکم پیر شهر مجیرالملک کافی و تنی چند از بزرگان آن شهر از جمله ضیاءالملک زوزنی و فریدالدین عطار شاعر و عارف بزرگ را کشتند.
مغولان تمامی زنان و مردان نیشابور را در صحرا جمع کردند و از میان آنان حدود ۴۰۰ نفر از صنعتگران را جدا کردند و بقیه را کشتند. در این زمان بود که دختر چنگیز و زن تغاجار که شوهرش در محاصرهٔ شهر نیشابور کشته شده بود، برای انتقام به این شهر رسید و خود وی نیز در کشتار بازماندگان شرکت کرد. تولی پس از محو کردن نیشابور، راه هرات را پیش گرفت و یکی از سرداران خویش را با ۴۰۰ مرد جنگجو آن‌جا گذاشت تا اگر جانداری را یافتند، بی‌امان نابود سازند. مردم شهر کلات (نادری) هم که قریهٔ بسیار کوچک و دور افتاده‌ای در شمال شهر توس بود از گزند سربازان مغول در امان نماندند و یک دسته از سربازان مغول این شهر را اشغال کردند به نحوی که نسل ایرانی آنان منقرض و یک نسل جدید با ایل و تبار مغولی در این مناطق ایجاد شد. مغولان در ضمن خرابی نیشابور، آبادی‌های توس را نیز ویران، و شهر مشهد کنونی را هم که به مناسبت مزار علی بن موسی الرضا و قبر هارون الرشید محل توجه مسلمانان بود، غارت و منهدم کردند.

### جنگ سند

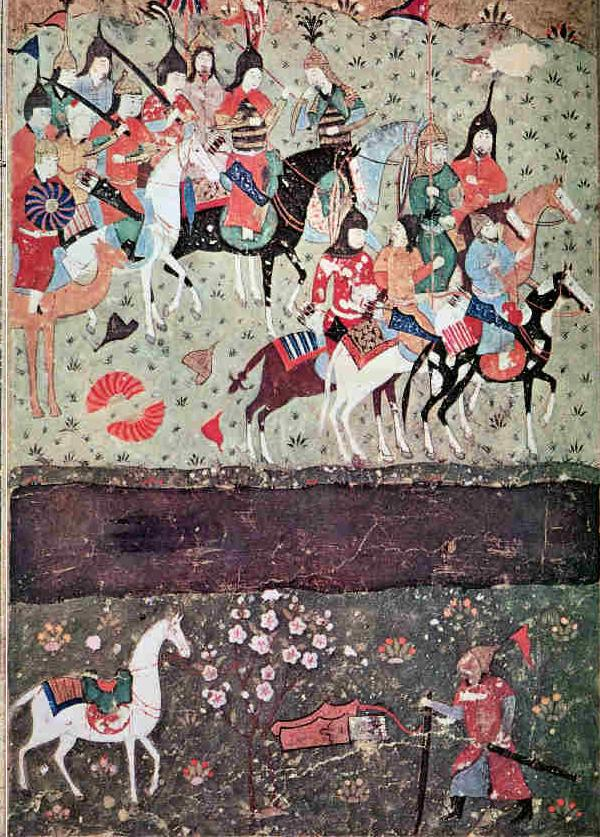
یک اثر نقاشی مربوط به سدهٔ شانزدهم میلادی از جنگ سند. در این تصویر چنگیز و سپاهیانش در حال نظارهٔ جلال‌الدین و گذشت او از رود سند هستند.

چنگیز پس از فتح تالقان خراسان (تالقان بلخ) و بامیان با گروه زیادی به سوی غزنین رفت تا با جلال‌الدین مقابله کند. جلال‌الدین توان پایداری در برابر خان مغول را در خود نمی‌دید، و به همین سبب غزنین را تخلیه و قصد گذشتن از رود سند را کرد. از آنجائی‌که پس از گذشتن از رود سند، دیگر دستگیری جلال‌الدین امکان نداشت، چنگیز با شتاب هرچه تمام‌تر خود را به ساحل رود مزبور رساند تا از گذشتن وی جلوگیری کند. با رسیدن سپاه چنگیز، جلال‌الدین ناگزیر به مبارزه با مغول شد و با ۷۰۰ تن از یاران خود مدتی جنگید. در آغاز کار، پیشرفت با او بود و مرکز سپاهیان چنگیز را از هم گسیخت، اما سپاه چنگیز جناح راست لشکریان او را از پای درآوردند و پسر خردسال جلال‌الدین را که هفت یا هشت سال بیشتر نداشت اسیر گرفتند و به دستور چنگیز کشتند. دربارهٔ سرنوشت حرم جلال‌الدین دو روایت متضاد وجود دارد، نخست این‌که شاه به خواست خود زنان حرم، دستور داد که آنان را در رود سند غرق کنند. روایت دوم این است که چنگیز زنان حرم او را اسیر کرد و با زنان اندرون سلطان محمد به بیابان قره‌قوم فرستاد. جلال‌الدین چون دیگر امکان پایداری نداشت، سوار بر اسب خود با زحمت از رود سند عبور کرد و به‌سوی هندوستان رفت تا بلکه در آن‌جا نیرویی تهیه کرده و بتواند دوباره با چنگیز نبرد کند.

### بازگشت از هند
جلال‌الدین سه سال در هند ماند و در سال ۶۲۲ ه‍.ق از هند به کرمان آمد. در این هنگام، شرق و شمال شرقی ایران در اختیار مغولان قرار داشت. کرمان توسط قراختاییان کرمان که حکومتی از نژاد مغول بود و به تازگی تأسیس شده بود، اداره می‌شد. برادر وی غیاث‌الدین خوارزمشاه در آن زمان توانسته بود با کمک یاران خود شهرهای اصفهان، ری و همدان را تصرف کند. غیاث‌الدین از تابعیت جلال‌الدین سرباز می‌زد و برای به‌دست گرفتن حکومت تلاش می‌کرد. از سوی دیگر اتابکان فارس، اتابکان آذربایجان و نیز اسماعیلیه برای خود قلمرویی اختیار و در پناه آن حکومت می‌کردند. خلافت عباسی نیز که میدان را از رقیب، خالی می‌دید برای کسب مناطق جدیدی در خوزستان و سرکوب قدرت خوارزمشاهی از هیج تحریکی فروگذار نمی‌کرد.
جلال‌الدین در طی اقامت سه ساله‌اش در هند توانسته بود گروهی از سپاه شکست خورده‌اش را گرد خود جمع کند. جلال‌الدین نخست بر برادر خود غیاث‌الدین که به مقابلهٔ او آمده بود، پیروز شد و بر ری مسلط گردید. او پس از تحکیم مبانی قدرت خود، به‌عنوان شاه خوارزم از ناصر خلیفهٔ دشمن پدرش کمک خواست تا به مدد او به دفع مغولان بپردازد، ولی خلیفه که کینهٔ خاندان او را بر دل داشت، دعوت او را اجابت نکرد. جلال‌الدین بعد از تسخیر شوشتر و غلبه بر دست‌نشاندهٔ خلیفه بر آن شهر و فتح بصره برای جنگ با خلیفه به عراق آمد و قشون خلیفه را شکست داده و پیروزی قاطعی را به‌دست‌آورد و دشمن را تا دروازه‌های پایتخت، یعنی بغداد تعقیب کرد ولی برای گرفتن بغداد کوشش نکرد و به طرف شمال روانه شد و در سال ۶۲۲ آذربایجان و اران را اشغال نمود و حکومت اتابکان آذربایجان را از میان برداشت. در سال ۶۲۲ ه‍.ق بعد از آن‌که بر تبریز مسلط شد و قصد جهاد با گرجیان را کرد و بعد از پیروزی‌های اولیه قصد حمله به تفلیس پایتخت گرجستان را داشت که شنید مردم تبریز قیام کرده و بعضی از کسان او را کشته‌اند، پس جنگ با گرجیان را رها کرده به آذربایجان برگشت. بعد از چندی دوباره به شهر تفلیس حمله کرد و پس از فتح شهر در ۸ ربیع‌الاول سال ۶۲۳ ه‍.ق عدهٔ بسیاری از مردم این شهر را قتل‌عام کرد.
جلال‌الدین در سال ۶۲۴ ه‍.ق به عراق عجم برگشت. سال بعد، مغولان از استقرار جلال‌الدین در اصفهان اطلاع پیدا کردند و این شهر را مورد حمله قرار دادند. محل برخورد میان مغولان و جلال‌الدین در روستای سین در نزدیکی شهر اصفهان بود. شهاب‌الدین زیدری نسوی گزارشی از شکست مغولان در سال ۶۲۵ ه‍.ق و متواری شدن آنان پس از این جنگ آورده است. جلال‌الدین در اصفهان با برادرش غیاث‌الدین ملاقات کرد. آن‌ها به همراهی یکدیگر به فارس لشکر کشیدند اما بار دیگر بین آنان نزاع درگرفت و در پی آن غیاث‌الدین متواری شد. وی سرانجام به دستور جلال‌الدین در سال ۶۲۷ ه‍.ق به قتل رسید.

## لشکرکشی دوم مغول

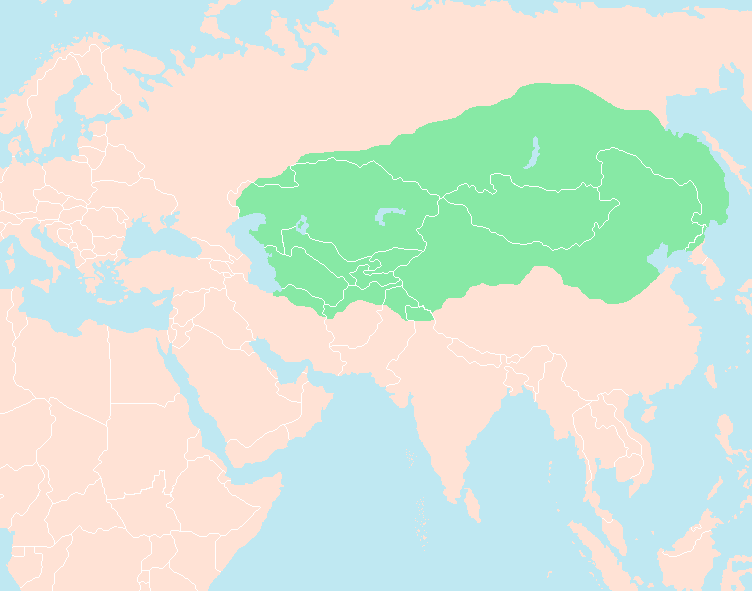
وسعت امپراتوری مغول در زمان مرگ چنگیز خان در سال ۶۲۴ ه‍.ق

در پایان حملهٔ چنگیز و هنگامی‌که او پس از ۴ سال جنگ به مغولستان بازمی‌گشت بخش عمدهٔ ایران زیر و رو شده بود اما ایران همچنان از قلمروی خان مغول جدا مانده بود. چنگیز در سال ۶۲۴ ه‍.ق در سن ۷۲ سالگی درگذشت. پس از انتخاب اوگتای خان پسر سوم چنگیز به جانشینی او، امرا و سران مغول چینی تصمیم گرفتند که برای خاتمهٔ عملیات کشورگشایی عهد چنگیز و فتح ممالک تسخیرنشده دو اردو یکی به سمت ختای یعنی چین شمالی و دیگری به‌طرف ایران جهت فتح آذربایجان و کردستان و همچنین سرکوبی قطعی سلطان جلال‌الدین روانه کنند. در سال ۶۲۶ ه‍.ق به امر اوگتای قاآن سپاهی به فرماندهی جُرماغُون نُویان عازم ایران شد و به تسخیر ممالکی که مغول درست آن را نگشوده بودند مانند غزنین، کابل، سند، زابلستان، طبرستان، گیلان، اران و آذربایجان و غیره اقدام کرد.

### سرانجام جلال‌الدین
جلال‌الدین زمستان ۶۲۸ ه‍.ق را در آذربایجان گذراند. با انتشار اخبار حملهٔ مغولان به رهبری جُرماغُون نُویان، ملوک سوریه و آناتولی که جلال‌الدین را میان خود و مغولان حائل می‌دیدند، حاضر به صلح با وی شدند و جلال‌الدین نیز، برای مقابله با مغولان، از آنان یاری خواست؛ اما، فرا رسیدن ناگهانی مغولان به آذربایجان، مانع از یاری‌رسانی آنان به یکدیگر شد. مغولان که شهر به شهر در تعقیب جلال‌الدین بودند، در همان سال، در مغان (در استان اردبیل کنونی)، به او شبیخون زدند و سپاهش را نابود کردند. وی مدتی در اران و قفقاز متواری بود و سرانجام به دیاربکر گریخت. از آن پس اطلاع دقیقی دربارهٔ وی در دست نیست. بر طبق روایتی به‌جای مانده از مرگ جلال‌الدین خوارزمشاه، از کشته شدن او در سال ۱۲۳۱ م، به‌دست یک کرد حکایت شده است. طبق برخی منابع، قتل وی به طمع اسب و سلاح و برخی دیگر به‌خاطر انتقام از کشته شدن برادر آن کرد به‌دست سپاه جلال‌الدین نقل شده است. تا نزدیک به سی سال پس از قتل او مردم که از کیفیت مرگ او اطلاع نداشتند و او را زنده می‌پنداشتند و حتی در مورد او افسانه‌ها نقل می‌کردند و هر چند مدتی کسی قیام می‌کرد و می‌گفت: «من جلال‌الدین هستم».
جلال‌الدین پس از بازگشت از هند قدرت و نیروی خود را به‌جای این‌که معطوف به بیرون راندن دشمن از خراسان و ایران شرقی بکند، صرف جنگ‌های غیرضروری کرد. او بدون داشتن منظور سیاسی خاصی با خلیفهٔ عباسی، اسماعیلیه، ملکهٔ گرجستان رُوسودان (دوران حکومت ۶۴۵–۶۲۰ ه‍.ق)، اشرف موسی (از ایوبیان و فرمانروای حران و رها ۶۳۵–۶۱۵ ه‍.ق) و علاءالدین کیقباد یکم (پادشاه سلجوقیان روم ۶۳۴–۶۱۵ ه‍.ق) درافتاد و مردم این ممالک را چنان آزار رساند که در موقع ضرورت هیچ‌کس به درخواست کمک او پاسخی نداد و بلکه برخی از ایشان مثل اسماعیلیه و مسلمانان گنجه و تبریز تبعیت از مغولان را بر حکومت او ترجیح نهادند. همچنین گویا در اواخر عمر در نوشیدن شراب به افراط افتاده بود.

### ادامهٔ تسخیر
بعد از قتل جلال‌الدین، لشکریان مغول به سه دسته تقسیم شدند. یک دسته به غارت دیاربکر و نواحی اطراف رفتند و تا ساحل فرات پیش رفتند. دستهٔ دیگر به طرف شهر بیتلیس (در ترکیه امروزی) رفتند. دستهٔ سوم در سال ۶۲۸ ه‍.ق بر مراغه تسلط یافتند و سپس به آذربایجان آمده و در اوایل سال ۶۲۹ قصد تصرف تبریز را کردند. مردم تبریز همین‌که از نزدیک شدن سپاه مغول اطلاع یافتند با صلاح‌دید قاضی و رئیس شهر با فرستادن انواع هدایا و قبول پرداخت خراجی گزاف، مانع از خرابی شهر و قتل‌عام مردم شهر شدند. در این حملات، مغولان چون از حملات متقابل جلال‌الدین، آسوده‌خاطر بودند و مردم نیز از همه جهت دچار رعب و وحشت فوق‌العاده گردیده بودند، بدون هرگونه مانعی به تسخیر نواحی باقی‌مانده پرداختند و تا حوالی بغداد پیش راندند. طی این حملات نیز به غیر از نواحی فارس و کرمان که امرای آن اتابکان فارس و قراختاییان کرمان از خراج‌گزاران مغولان بودند، به قدری خرابی و کشتار کردند که دیگر هیچ‌کس قدرت جنگ با مغولان را نداشت.
اصفهان با آن‌که تا سال ۶۳۳ ه‍.ق از حملهٔ مغول در امان باقی مانده بود. به‌علت دشمنی خانوادگی بین دو خاندان معروف صاعد و خجند، به ویرانی سوق داده شده بود. خاندان صاعد، حنفی بودند و خاندان خجند، مذهب شافعی داشتند. در ۶۳۳ ه‍.ق و در زمان فرمانروایی اوگتای خان، جانشین چنگیز، نزاع شافعی‌ها و حنفی‌ها بالا گرفت و با آن‌که تا آن تاریخ هنوز مغولان بر اصفهان مسلط نشده بودند، شافعیان با آن‌ها ساختند و قرار گذاشتند که دروازه‌های شهر را به روی ایشان بگشایند، به‌شرط آن‌که پس از ورود به شهر آنان حنفی‌ها را قتل‌عام نمایند. شهر مورد حملهٔ سپاه مغول واقع شد و مغولان پس از ورود به شهر از شافعی و حنفی همه را به‌طور مساوی قتل‌عام کردند و شهر را ویران ساختند. شاعر و قصیده‌سرای بزرگ اصفهان کمال‌الدین اسماعیل، دو سال بعد از این حمله در این شهر به‌دست مغولان به قتل رسید.
در پایان این حملات، گیلان تنها منطقه‌ای در ایران بود که وقتی همهٔ کشور در اشغال مغولان بود، واقعاً مستقل مانده بود و حتی سال‌ها بعد، پس از اشغال پرهزینهٔ آن توسط الجایتو ایلخان تنها اسماً نام گیلان به نام بخشی از امپراتوری مغول ثبت شد اما در واقع تحت حکومت دودمان‌های محلی اداره می‌شد.

### حکومت مغول‌ها بر مناطق اشغالی
از سال ۶۱۸ تا سال ۶۵۴ ه‍. وضع حکومت ایران و ادارهٔ آن تحت استیلای مغول به این شکل بود که خانان مغول یک نفر را مستقیماً از مغولستان به عنوان حاکم جهت ادارهٔ این مملکت و سرداری قشون مقیم آن می‌فرستادند و این قبیل حکام به دستیاری عمال و دبیران ایرانی به گردآوری مالیات و ادارهٔ امور کشوری و دفع مخالفان اقدام می‌کردند. در این دوره حکومت برعهدهٔ چهار نفر به شرح زیر بود:
- حکومت جنتمور (۶۳۳–۶۳۰): بعد از فتح خوارزم جوجی فاتح این بلاد حکومت این قسمت را به جنتمور که در آن زمان سردار لشکر بود واگذاشت سپس در سال ۶۳۰ ه‍.ق اوگتای خان نیز حکومت خراسان و مازندران را رسماً به اسم جنتمور صادر نمود.
- حکومت نوسال (۶۳۷–۶۳۳): امیری کهن‌سال بود که بعد از مرگ جنتمور جانشین او شد و بر همان نواحی حکومت می‌کرد.
- حکومت گرگوز (۶۴۱–۶۳۷): یکی از دبیران جوجی بود که بعد از مرگ نوسال حاکم ممالک تسخیر شده از رود جیحون تا حدود فارس و گرجستان و موصل و بلاد روم شد. در هنگام غیبت وی پدر عطاملک جوینی (تاریخ‌نگار نامدار ایلخانی) اداره حکومت را عهده‌دار بود.[۸۲]
- حکومت امیرارغون (۶۵۴–۶۴۱): بعد از کشته شدن گرگوز جانشین او شد و در حدود سیزده سال بر ایران حکومت کرد.[۸۳]

## لشکرکشی هلاکو

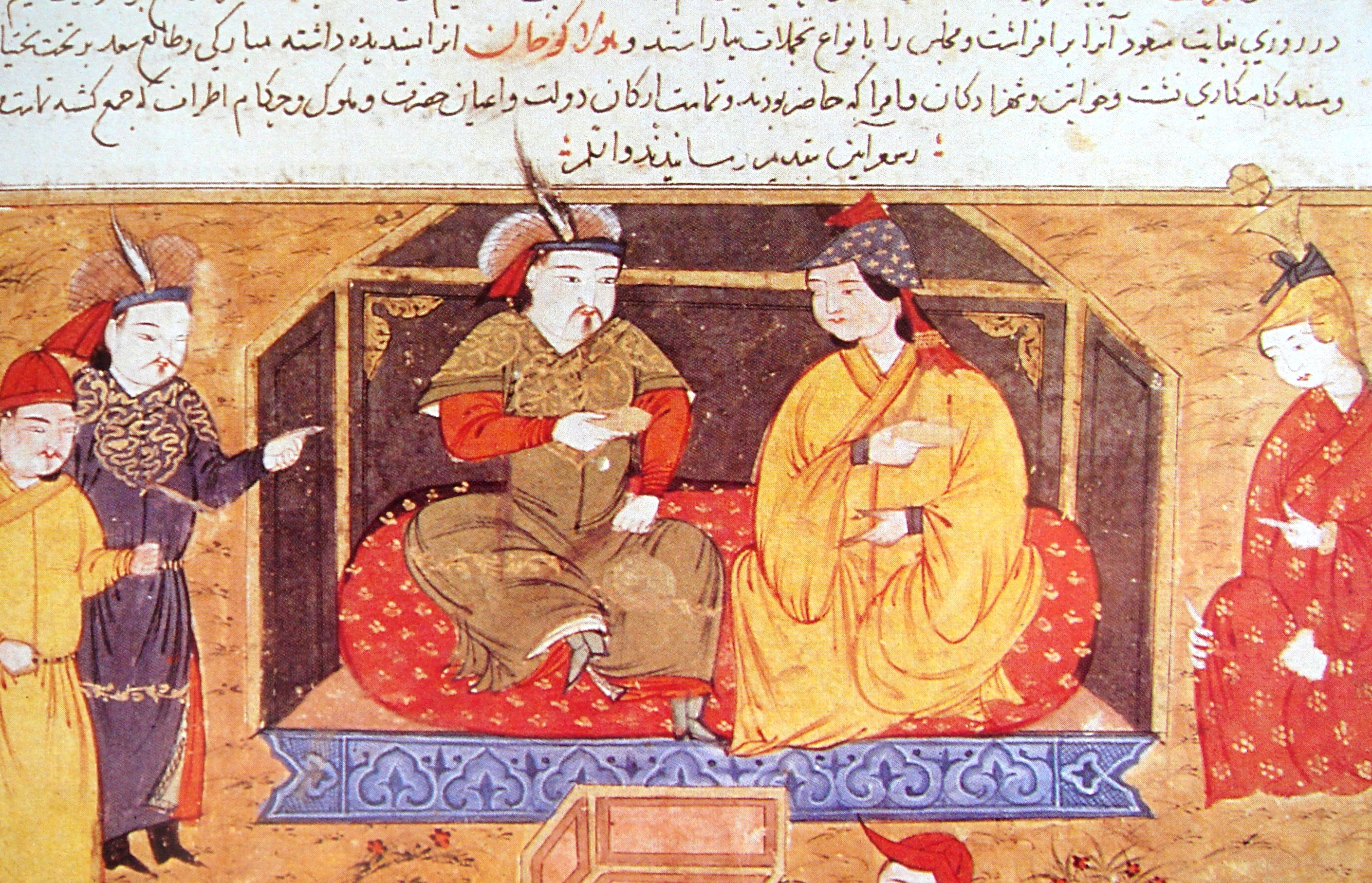
هلاکو و همسرش دوقوز خاتون

چهل سال پس از شکست و فرار سلطان محمد خوارزمشاه، در سال ۶۵۳ ه‍.ق (۱۲۵۵ میلادی) مغولان بار دیگر در سپاهی به دستور منگوقاآن حاکم جدید امپراتوری مغول و به رهبری هلاکو به ایران آمدند. اما اینان با سپاه پیشین یعنی سپاه چنگیز، که به قصد تاخت و تاز آمده بودند، تفاوت بسیاری داشتند. این نسل تازه از مغولان در این مدت با ایران بیشتر آشنایی پیدا کرده و از غارتگری و وحشی‌گری عهد چنگیز، به مراتب معتدل‌تر و مجرب‌تر به نظر می‌رسیدند. لشکرکشی هلاکو برخلاف چنگیز، با طرح و نقشه‌ای پیش پرداخته همراه بود. منازل بین راه از پیش تعیین و راه‌گذار لشکر آماده و حتی پل‌ها و گذرگاه بازسازی شده بود. این بار تجربه به فرمانروایی مغول نشان داده بود که برای ایجاد یک قدرت پایدار در ایران، برچیدن بساط خلافت بغداد و اسماعیلیه ضرورت دارد و آن‌ها می‌بایست به جای کشتار و تخریب بیهوده و بی‌نقشه، این دو قطب متضاد دنیای اسلام را که به خاطر جنبهٔ مذهبی خویش، مانع از استقرار فرمانروایی آن‌ها در ایران به‌شمار می‌آمدند، از بین بردارد.
افراد غیرمغول از جمله چینی یا ختایی نیز، به‌خصوص در نقش سازندگان ادوات محاصره، در این سپاه ۸۰ هزار نفری حضور داشتند. مادر هولاکو سرقویتی بیگی زنی مسیحی بود و همسرش دوقوز خاتون نیز به مذهب نسطوری (مسیحی) ایمان داشت. کسانی که در این حمله به هلاکو کمک می‌کردند یکی اتباع مسلمان مغول بودند که خواهان برافتادن اسماعیلیه بودند و دیگر ارمنی‌ها بودند که به علت اختلافات مذهبی با مسلمانان تابع خلفای عباسی مایل بودند که هلاکو بغداد را بگیرد و مسلمانان مصر و شام را نیز که با عیسویان صلیبی جهاد می‌کردند شکست داده و اسلام را براندازد. به همین علت در حمله به ایران بسیاری از لشکر هولاکو از مسیحیان مغول تشکیل شده بود.
هلاکو در سال ۶۵۳ ه‍.ق به سمرقند رسید و با وعده اینکه به سرزمین فرمانروایان محلی آسیبی نرساند از آنان می‌خواست تا تسلیم شوند. به این مناسبت امیران بسیاری از عراق عجم، فارس، آذربایجان، اران، شیروان نزد وی آمدند. فرقه اسماعیلیه نیز دعوت به تسلیم شدند اما در این زمان رکن‌الدین خورشاه آخرین خداوند الموت مذاکره با هلاکو را رد کرد، درحالی‌که گروه دیگری از اسماعیلیه به هولاکو پیوستند.

### سقوط قلعه‌های اسماعیلیه

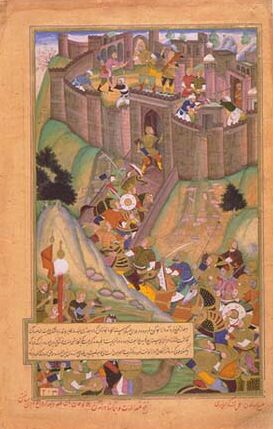
محاصره قلعه الموت توسط هلاکو

فعالیت اسماعیلیان تقریباً مقارن پیدایش سامانیان شکل گرفت. اوج فعالیت آن‌ها در عهد سلجوقیان بود که در آن مدت برای براندازی حکومت و خلافت می‌کوشیدند و از حربهٔ وحشت و ترور و ایجاد ناامنی به عنوان وسیله‌ای برای ایجاد اغتشاش و هرج و مرج سیاسی استفاده می‌کردند. قلعه الموت در قزوین مرکز قدرت رهبران اسماعیلیه بود و کیاهای الموت خداوندان الموت خوانده می‌شدند. پس از مرگ حسن صباح اسماعیلیه با تسخیر، خرید یا بنای قلعه‌های متعدد دیگر، قدرت خود را افزایش دادند. قتل‌های سیاسی و ترورهای زیادی به دست اسماعیلیان انجام می‌شد، قتل خواجه نظام‌الملک وزیر مقتدر سلجوقی، قتل دو خلیفهٔ عباسی مسترشد (۵۲۹ ه‍.ق) و پسرش راشد (۵۳۲ ه‍.ق) و نیز قتل معین‌الدین وزیر سلجوقی در سال ۵۲۱ ه‍.ق از جملهٔ این ترورها بود. سلجوقیان بارها سعی در محاصرهٔ الموت یا قلع و قمع اسماعیلیه کردند و تقریباً هرگز توفیقی نصیب آن‌ها نشد. در زمان حمله چنگیز، جلال‌الدین حسن خداوند الموت بود او کوشید تا نسبت به چنگیزخان که در دنبال محمد خوارزمشاه به خراسان می‌آمد، اظهار متابعت نماید تا الموت را از تعرض مغول حفظ کند. ظاهراً در انجام خواست خود موفق شده بود و قلعه را در این هنگام از هجوم قوم مغول ایمن نگه داشته بود. در مقابل، سیاست جانشین وی علاءالدین محمد مبارزه با مغولان بود. وی در شرایط مشکوکی به قتل رسید و جانشین جوانش رکن‌الدین خورشاه از مقابله با مغولان دوری می‌جست.
در سال ۶۵۴ ه‍.ق هلاکو پس از رسیدن به ایران تسخیر قلعه‌های اسماعیلیه را اولین هدف خود می‌شناخت. قلعه‌های توس و تون پس از محاصره‌هایی سخت تصرف شدند. فتح برخی قلعه‌ها از جمله قلعه گرد کوه بسیار دشوارتر بود (سربازان قلعه مذکور پس از ۱۳ سال و در دوران ایلخانیان تسلیم شدند). در این هنگام رکن‌الدین خورشاه در میمون‌دژ بود و سپاه هلاکو از سه جهت مختلف به سمت رودبار الموت تاختند. در این مدت رکن‌الدین خورشاه درگیر مذاکرات متعددی با هلاکو بود اما درنهایت با هلاکو به توافق رسید که در تسخیر قلعه‌های باقی مانده به هلاکو کمک کند.. بدین ترتیب فرمانده قلعه الموت پس از چند روز تردید، قلعه را تسلیم مغول‌ها کرد. اما از آنجایی که رکن‌الدین خورشاه در متقاعد کردن سایر قلعه‌ها مثل گردکوه و لمبسر و قلعه‌های سوریه جهت تسلیم شدن ناتوان بود، به دستور منگوقاآن وی و خانواده‌اش را نیز به قتل رساندند.

## حکومت ایلخانان

وسعت حکومت ایلخانان در سال ۷۳۵ ه‍.ق مطابق با ۱۳۳۵ (میلادی)

حکومت ایلخانان در ایران از سال ۶۵۴ ه‍.ق آغاز شد. هلاکو ممالک فتح شده را بین پسران و امرای مطیع دست نشاندهٔ خویش تقسیم کرد. از جمله خراسان و جبال را به پسرش اباقاخان، اران و آذربایجان را به پسر دیگرش یشموت داد و انکیانو را فرماندار مغول در فارس کرد. وزارت خود را نیز که از آغاز ورود به ایران به امیر سیف‌الدین خوارزمی داده بود، در اواخر به دنبال قتل او در سال ۶۶۱ ه‍.ق به شمس‌الدین محمد جوینی برادر عطاملک جوینی که حکومت بغداد را به او داده بود، سپرد. خود او نیز چندی بعد در سال ۶۶۳ ه‍.ق در سنین ۴۸ سالگی بیمار شد و در حوالی دریاچه ارومیه درگذشت.

## عوامل شکست
به‌طور اجمالی علل شکست در برابر مغول به قرار ذیل است:

### قدرتمندی جنگجویان مغولی
تأثیر ماشین جنگی مغولی را می‌توان به دلایل مختلفی منتسب کرد. اگرچه هر یک از مغول‌های بزرگسال، جنگجو بودند، با این حال در تعداد جنگجویان مغول بدون شک در اکثریت منابع تاریخی اغراق شده است؛ میانه‌ترین آنها، ۱۲۹ هزار نفر برای ارتش چنگیزخان مغول ذکر شده که توسط رشیدالدین در جامع التواریخ آمده است. به نظر می‌رسد که این تعداد بیش از دیگر ارقام با واقعیت مطابقت داشته باشد.

### عوامل وابسته به حکومت
1. در قشون خوارزمشاهیان اکثریت را ترکان مزدبگیر داشتند و این افراد که از طایفهٔ قبچاق و قنقلی بودند فرمان مادر خوارزمشاه را بیشتر از حکم پادشاه اطاعت می‌کردند. نفوذ ترکان خاتون و نبود اتفاق بین او و پسرش تا حدی بود که سلطان محمد حتی در انتخاب ولیعهد کشور از خود اراده نداشت و باید از حکم مادر پیروی کند.[۹۳]
2. جواب‌های تند سلطان محمد به پیغام‌های چنگیز خان و قتل تجار و فرستادگان او و فروش اموال ایشان نشانهٔ بی‌تدبیری و آشنا نبودن او به قواعد سیاست است. انقراض دولت قراختائیان به هیچ وجه به صلاح سلطان محمد نبود. برانداختن ایشان که با وجود نداشتن دین اسلام با مردم مسلمان ماوراءالنهر به عدالت رفتار می‌کردند و مستولی کردن اتباع کوچلک خان نایمانی بر کاشغر و ختن و ظلم او به مسلمین آن نقاط، سدی را که بین مساکن اقوام تاتار و مغول و ممالک اسلامی بود شکست و مدافعان آن سد را که قراختاییان بودند را از میان برداشت. همچنین سلطان محمد و مادر او درهیچ یک از ممالک تحت سلطه درآمده یک نفر پادشاه مقتدر و مستقل را باقی نگذاشتند و در هنگام حمله، از مقابل ایشان گریختند، به همین جهت در سرتاسر مملکت کسی که بتواند رهبری را در دست گرفته و در مقابل مغول بایستد باقی نمانده بود.[۹۴]
3. لشکرکشی سلطان محمد به قصد بغداد و عزل خلیفه و حذف نام او از خطبه و سکه در بین مسلمین تأثیر سوء بخشید به خصوص اینکه در نیمه راه این لشکرکشی، در اسدآباد (همدان) در نتیجه صدماتی که به لشکرش در اثر سرمای منطقه رسید، از لشکرکشی پشیمان شده و از نیمهٔ راه برگشت.[۹۵]
4. بعد از جنگی که سلطان محمد در حدود سال ۶۱۶ ه‍.ق با لشکریان جوجی پسر چنگیز کرد چنان رعبی از مشاهدهٔ جنگ‌آوری مغول در دل او افتاده بود که نمی‌توانست در هیچ جا در برابر ایشان بایستد و در حین فرار مردم مناطق دیگر را نیز از مغول می‌ترساند و همه را به تسلیم و اظهار اطاعت از ایشان دعوت می‌کرد. فرار او در روحیهٔ لشکریان و مردم تأثیر بسیار بدی گذاشت و رشتهٔ نظم قشون و دفاع مردم را به کلی از هم گسیخت.[۹۶]
5. قتل عارف معروف مجدالدین بغدادی (۶۱۲–۵۵۴ ه‍.ق) به دست سلطان محمد، در میان مردم دشمنان بسیاری به‌خصوص در طبقهٔ روحانیون به وجود آورد و اسباب ضعف حکومت سلطان محمد شد.[۹۷]
6. برگزیدن شهر مرزی گرگانج به عنوان پایتخت و تنها مرکز قدرت با توجه به جغرافیای گسترده حکومت خوارزمشاهیان انتخابی نادرست بود.[۹۸]
7. خوارزمشاه و مادر او هر دو بسیار با مردم بدرفتار بودند بعد از شکست دادن قراختائیان و استیلای بر ماوراءالنهر لشکریان خوارزمشاه به قدری مردم آن دیار را آزار رسانیدند که اهالی مسلمان بخارا و سمرقند به خراج‌گزاری غیرمسلمانان قراختایی راضی‌تر شدند تا به قبول حکم خوارزمشاه و از در مخالفت با خوارزمشاهیان درآمدند.[۹۹]
8. ضعف اقتصادی و فساد سیاسی در سرزمین‌های اسلامی باعث جدایی مردم از حاکمیت و کاهش انگیزهٔ مردم برای مقاومت و ایستادگی در مقابل حملات بیگانگان شده بود و وضعیتی مشابه دوران ساسانیان قبل از حمله اعراب به وجود آمده بود.[۱۰۰]
9. لشکریان چنگیز همه از یک نژاد و دارای زبان و اخلاق و آداب و منظور واحد بودند و این موردی بود که درست خلاف آن در میان لشکریان مدافع خوارزمشاه دیده می‌شد. مردم برخی از نواحی ایران به حکومت خوارزمشاهیان مایل نبودند و همین امر یکی از علل عمدهٔ پیدا نشدن اتحاد در میان مسلمینی بود که در خراسان و افغانستان در مقابل مغول می‌جنگیدند و غالباً بین عناصر ایرانی و ترکان قنقلی و خوارزمی اختلاف حاصل می‌شد.
10. پسران بزرگ سلطان محمد یعنی جلال‌الدین و رکن‌الدین و غیاث‌الدین پس از مرگ پدر به جای آنکه با هم متحد شده و دشمن را براندازند، با هم به نزاع پرداختند.
11. ناصر خلیفه که به مدت ۴۶ سال خلافت عباسیان را برعهده داشت در هنگام کمک‌خواهی جلال‌الدین مانع از کمک‌رسانی عراقِ عرب و امرای الجزیره و شام و روم برای دفع مغول شد.[۹۶]

### نقش عوامل اعتقادی و فرهنگی مردم
تصوف از دوران سلجوقیان به غیر از آنکه بر مردم نفوذ پیدا کرده بود، در میان حاکمان نیز طرفدارانی پیدا کرد، از جمله خواجه نظام الملک (۴۸۵–۴۰۸ ه‍.ق) وزیر پرنفوذ سلجوقی، از حامیان صوفیه بود. از دوران خوارزمشاهیان تا حملهٔ مغول در اکثر شهرهای ایران مشایخ صوفیه و خانقاه یافت می‌شد. برخی از رهبران تصوف مانند عبدالقادر گیلانی (۵۶۱–۴۷۱ ه‍.ق) مؤسس سلسله تصوف قادریه عمر خود را فارغ از هر گونه اندیشه‌ای در انزوای کامل گذرانیده و دیگران را به کشتن آرزوهای نفسانی و ترک دنیا ترغیب می‌کرد. اعتقاد صوفیان بر این بود که در هر وضعیتی باید تسلیم قضا و قدر بود و با همه چه دوست و چه دشمن، از در صلح و آشتی درآمد. آنان شر و تباهی را ثابت و پایدار می‌دانستند و بازگشت به خویشتن و انکار مطلق زندگی را تنها راه رهایی از مصیبت‌ها و مشکلات تشخیص داده و اعتقاد داشتند هر مشکلی که پیش می‌آید علت آن را باید در خود جستجو کنیم. از دیدگاه صوفیه علت حملهٔ مغول واقعیت‌های تاریخی نبود بلکه گروهی از آنان علت حمله را گناهکار شدن مردم و دلبستگی آن‌ها به دنیا می‌دانستند و برخی علت را در کشتن مجدالدین بغدادی به‌وسیلهٔ خوارزمشاه می‌دیدند.
در کتاب‌های تاریخی این دوران از جمله تاریخ جهانگشای جوینی، حمله مغول نشانه‌ای از عذاب الهی و نشانه‌ای از قهر خداوند شمرده شده و در این دوره بسیاری از مردم اعتقاد به این داشتند که این قضا و قدر الهی است که اسباب قوت و قدرت لشکر مغول شده است. در کتاب‌های تاریخی این دوره همه جا مقاومت مردمی را که در مقابل مهاجمان مغول دفاع می‌کردند، کاری غیرعاقلانه شمرده شده است.

### وحشت جهانی از مغول
بعد از دور اول حمله و پخش خبر فجایع مغول در بین مردم وحشتی عظیم به وجود آمد. در سال ۱۲۳۸ میلادی (۶۳۸–۶۳۷ ه‍.ق) وحشتی که از مغول در اروپای غربی میان مردم پیدا شده بود به اندازه‌ای بود که ماهیگیران سواحل هلند جرأت ماهیگیری در دریای شمال و حوالی انگلستان را در خود نمی‌دیدند و به همین جهت در انگلستان ماهی بسیار فراوان شده و با قیمت بسیار نازلی به فروش می‌رفت. در ایران بر اساس برخی منابع مردم جرأت اقدام به هیچ امری حتی گریز نیز نداشتند. ابن اثیر نوشته است:
 مردی برای من نقل کرد که من با هفده نفر در راهی می‌رفتیم، سواری از مغولان به ما رسید و امر داد که کت‌های یکدیگر را ببندیم، همراهان من به اطاعت امر او قیام کردند، با ایشان گفتم او یک نفر است و ما هفده نفر علت توقف ما در کشتن او و گریختن چیست، گفتند می‌ترسیم گفتم او الساعه شما را می‌کشد اگر ما او را بکشیم شاید خداوند ما را خلاص بخشد، خدا می‌داند کسی بر این اقدام جرأت نکرد عاقبت من با کاردی او را کشتم و پا به فرار گذاشته نجات یافتیم.

## پیامدها

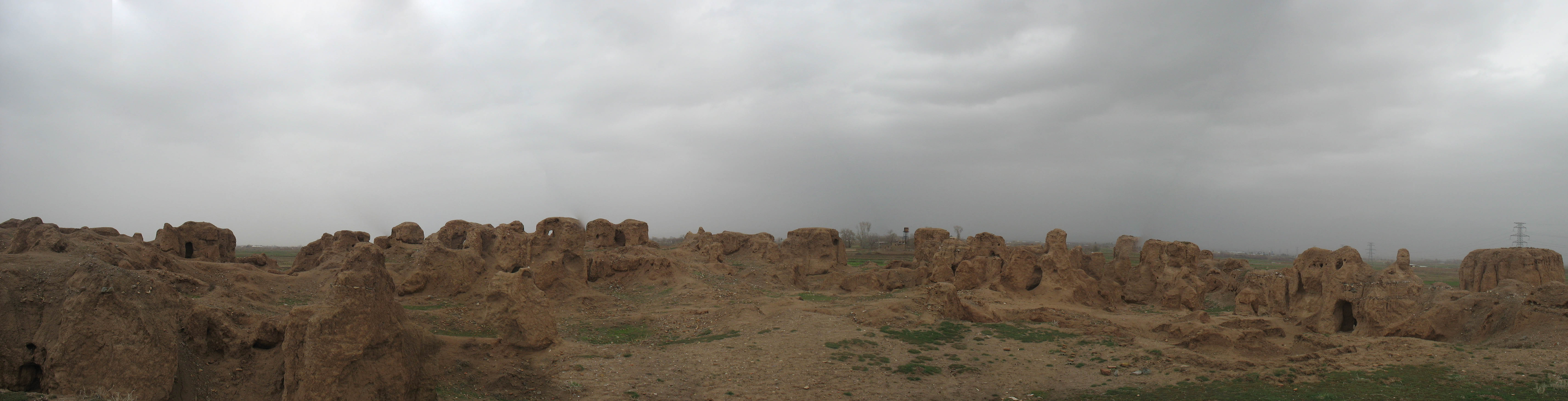
آنچه از نیشابور (شهر کهن) باقی مانده است، منطقه‌ای به نام کُهَندِژ به وسعت ۳۵۰۰ هکتار، در جنوب شهر کنونی نیشابور است؛ کهندژ اکنون یکی از مراکز باستان‌شناسی در نیشابوراست.

دو حمله مغول بزرگ‌ترین بلایی بود که بر ایران آمد، بزرگ‌تر از هر رویداد دیگری در تاریخ ایران، این دو تهاجم بزرگ و به‌ویژه اولی انگیزه‌ای جز مرگ، ویرانی و غارت نداشت. حمله  اعراب به ایران تا حد زیادی به دلیل حکومت اسلامی و تغییر دین بعد از آن تأثیر عمیق و ماندگاری بر ایران گذاشته بود، اما سطح ویرانی بیش از آن چیزی نبود که در آن زمان از چنین جنگ گسترده‌ای انتظار می‌رفت. به طور خاص، اعراب شمشیرها را بر جمعیت غیرنظامی نکشیدند و هیچ تخریب عمده ای در شهرها صورت نگرفت. در حمله مغول مراکز علمی و فرهنگی بسیاری از جمله کتابخانه‌های بسیاری سوزانده و ویران شد. شهرهای بزرگ بسیاری از بین رفت و به دنبال آن مراکز نشو و نمو فکری به حداقل رسید. پس از بین رفتن مراکز علمی و فرهنگی، پویایی جامعه رو به افول گذاشت و عرفان و گرایش‌های غیرعقلانی گسترده‌تر از قبل شد و عملاً مردم را نسبت به سرنوشت خود بی‌اعتنا ساخت. حمله مغول بر رونق تصوف افزود زیرا در دوران ویرانی و مصیبت تصوف به مهم‌ترین پناهگاه روحی و فکری مردم تبدیل شد و بسیاری به آن گرویدند.

### کاهش جمعیت

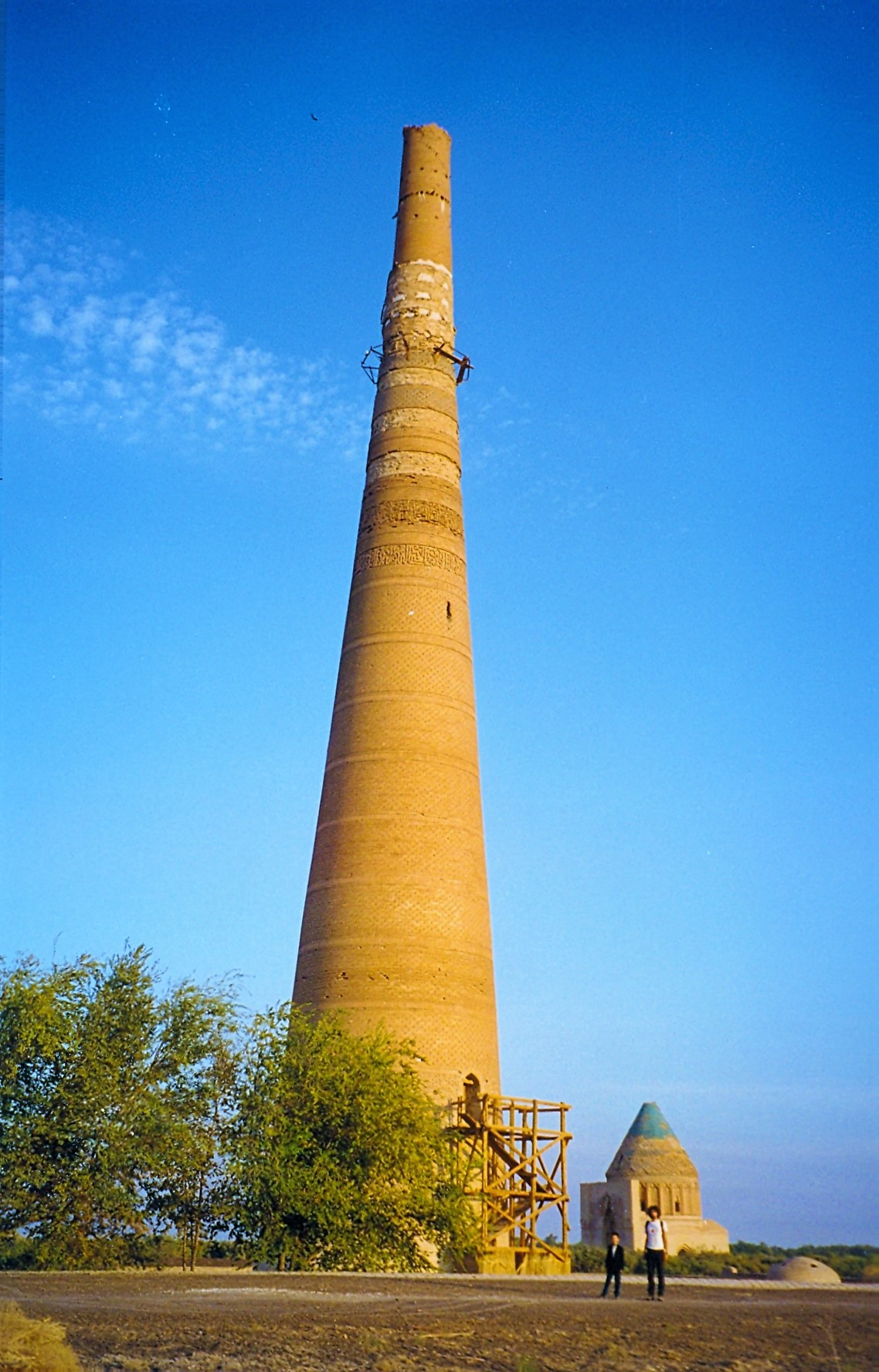
منارهٔ قوتلوغ تیمور و آرامگاه علاءالدین تکش از معدود بناهایی هستند که از کهنه گرگانج پایتخت خوارزمشاهیان باقی‌مانده‌اند. این دو اثر تاریخی امروزه در شمال غربی کشور ترکمنستان واقع شده‌اند.

یکی از عناصر مهمی که پس از حمله مغول باعث رکود اقتصادی ایران گردید، کاهش جمعیت شهرها و مناطق اسکان دائم بود. منابع هیچ آمار جامعی از جمعیت ایران قبل و بعد از این حمله به دست نمی‌دهند. هر چند آمار و ارقام کشتارها و قتل‌عام‌های ذکر شده در منابع طرفدار و مخالف مغولان برای این حمله آنچنان کلان ذکر شده است که حتی باور وجود شهرهایی با چنین جمعیت کلانی را در آن زمان، مشکل می‌کند اما همین آمارها شواهدی از شیوه نگرش مردم به تهاجمات مغول هستند. جوینی که خود از تاریخ‌نویسان طرفدار مغول به‌شمار می‌رود، می‌نویسد «هر کجا که ۱۰۰ هزار کس بود ۱۰۰ کس نماند.» به غیر از قتل‌عام‌ها باید در نظر داشت که بسیاری از مردم را به اسارت بردند و بسیاری نیز در اثر بیماری‌های واگیر یا گرسنگی که در پی هر تهاجم خارجی پیش می‌آمد جان خود را از دست دادند همچنین روش جنگی مغولان چنین بود که هزاران اسیر را به عنوان حشر (قشون غیرنظامی) در جلوی لشکریان خود به حرکت درآورده و از آنان در تسخیر شهرها و نقاط جدید بهره می‌جستند. این اسرا در حقیقت همچون سپر انسانی موردِ استفاده قرار گرفته و نیزه‌ها و سلاح‌های دیگری که از طرف مدافعان شهر بسوی قوای تهاجمی مغول پرتاب می‌شد، به این اسرا اصابت می‌نمود.

### رکود کشاورزی
در تاریخ از رونق کشاورزی در نیشابور و بسیاری از مناطق دیگر ایران یاد شده است. اگر در ایران عهد باستان اقتصادی به نسبت نیرومند به وجود آمده بود به واسطهٔ برخورداری از شرایط و امکانات طبیعی مناسب نبود. بسیاری از مناطق آباد و پر محصول ایران در گذشته، در مسیر رودخانه‌های پرآب یا در معرض بارندگی کافی نبوده‌اند، اما در سایهٔ تلاش و کوشش‌های طولانی و سازمان یافته در طی قرن‌ها و از طریق کشیدن کانال‌های مصنوعی، حفر نهرها و مهم‌تر و پیچیده‌تر از همه، با استفاده از قنات، توانایی کشت و زرع را به دست آورده بودند. در نتیجه بقاء کشاورزی نیز بستگی به حفظ این سیستم انسان ساخته داشت. یکی از پیامدهای اسفناک هجوم قبایل به ایران از بین رفتن شبکه‌های آبیاری بود. لیودو هارتوگ تاریخ‌دان آلمانی در بخشی از کتاب تاریخ مغول به عنوان «تخریب قرن‌ها سازندگی»، می‌نویسد ایرانیان شبکه‌های آبیاری گسترده‌ای در منطقهٔ خوارزم ساخته بودند که آب جیحون را برای کشاورزی از طریق کانال‌های متعددی به مناطق همجوار منتقل می‌کرد. چنین ساختاری بالطبع خوارزم را مبدل به یکی از توسعه‌یافته‌ترین مناطق ایران نموده بود و گرگانج پایتخت آن را به صورت یکی از مراکز مهم تجارت درآورده بود. اما همهٔ این‌ها در هجوم مغول به معنای دقیق کلمه از میان رفت.
عنصر دیگری که مناطق کشاورزی ایران را در معرض نابودی قرار داد تبدیل زمین کشاورزی به مراتع و چراگاه برای احشام مغول بود. عامل دیگر رکود کشاورزی این بود که برخی از ساکنان اسکان‌های دائم به لحاظ فقدان امنیت و هرج و مرج شهر یا روستا را رها کرده و به دنبال صحرانشینان به راه افتادند. از آنجا که لازمهٔ کشاورزی اسکان دایم و مراقبت از زمین‌است. این تغییرات جمعیتی تأثیرات مخربی بر کشاورزی ایران برجا گذاشت.

### به اسارت بردن صنعتگران
مغولان به ارزش صنعتگران و کسانی که حرفه و دانش فنی داشتند و به نحوی در امر تولیدات شرکت داشتند، واقف بودند. در برخی از قتل‌عام‌ها مانند قتل‌عام مردم نیشابور، سمرقند، گرگانج و مرو در منابع تاریخی به صراحت ذکر شده است که مغولان قبل از شروع کشتار، اسیران صنعتگر را از بقیه مردم جدا کرده و روانهٔ مغولستان کردند. انتقال و از دست دادن هزاران صنعتگر ایرانی که در این حمله به اسارت درآمدند، صدمهٔ دیگری بود که بر پیکر اقتصادی ایران وارد آمد.

### مهاجرت مغزها
پس از حملهٔ مغول شماری از دانشمندان که در این حمله جان سالم بدر برده بودند به مناطق امن مانده از این حمله مهاجرت کردند. آسیای صغیر جزو معدود مناطق امنی بود که شماری از دانشمندان و برخی از آثار علمی را از خطر نابودی نجات داد. سلسله سلجوقیان روم که هنوز بر بخش‌های گسترده‌ای از آسیای صغیر فرمان می‌راندند، این منطقه را از مغولان مصون داشتند. بر موصل و نواحی آن، بدرالدین لؤلؤ نخست از سوی ایوبیان و بعد به استقلال حکم می‌راند و شهر موصل در نیمهٔ نخست سدهٔ هفتم از مراکز پر رونق علوم و معارف اسلامی بود. اتابکان فارس نیز که با دوراندیشی به تحت‌الحمایگی خوارزمشاهیان و ایلی چنگیزیان تن در دادند، توانستند منطقهٔ نسبتاً آرامی در منطقهٔ فارس و سواحل جنوب ایجاد کنند که پناه فراریان، به‌خصوص دانشمندانی شد که از دم تیغ مغولان می‌گریختند.
بخش‌های عمده‌ای از دره سند و شبه قاره هند نیز چنین سرنوشتی داشت و سلاطین مملوک که از ۶۰۲ تا ۶۸۹ ه‍.ق بر مناطق گسترده‌ای از این دیار حکمرانی داشتند، نگاهبانان فرهنگ و ادب ایران بودند. هر چند مهاجرت ادیبان فارسی‌زبان به هند از دورهٔ غزنویان آغاز شده بود اما مهم‌ترین سبب مهاجرت آنان حمله مغول به مناطق فارسی‌زبان بود. در طی این حمله شاعران، ادیبان، هنرمندان، شاهزادگان و غیره برای نجات جان از ماوراءالنهر و ایران خارج شده و به شبه قاره هند روی آوردند. نه تنها در این دوره بر تعداد مهاجرین ادیب افزوده شد بلکه از نظر علم و فضل و هنر، مهاجرین این دوره برجسته‌تر از دوران‌های پیش بودند، از جمله این مهاجرین می‌توان از محمد عوفی و منهاج سراج نام برد.

### رونق روابط تجارتی
قوم مغول از قبل از حمله در بازگذاشتن راه‌های تجارتی سعی بسیاری داشتند و بعد از مغلوب ساختن کشورهای آسیای مرکزی و غربی این سیاست دیرینه را بیشتر تقویت کردند. درآمدن قسمت بزرگی از آسیا در زیر استیلای مغول و ادارهٔ آن تحت یک اداره و حکومت و محترم شدن یاسای چنگیز باعث برافتادن عموم سدهای بزرگی گردید که سابقاً به علت اختلاف طرز حکومت و وجود سرحدهای سیاسی و آداب و اخلاقی مانع آمیزش مستقیم ملت‌ها بود. بر اثر ایجاد دولت واحد مغول و امنیت راه‌ها نه تنها رفت‌وآمد بین دو مملکت متمدن قدیم چین و ایران دایر گردید بلکه بر اثر سیاست بین‌المللی ایلخانان ایران، روابط با پاپ‌ها و سلاطین عیسوی اروپا و همچنین ارتباط با شام و مصر نیز برقرار گردید.

### پایان دادن به نفوذ سیاسی-مذهبی خلافت در ایران
پس از بین رفتن اسماعیلیه هلاکو از همدان فرستادگانی برای اعلام الزام فرمانبرداری نزد خلیفهٔ عباسی به بغداد فرستاد. خلیفه خواه ناخواه هدایایی برای او ارسال داشت و در عین حال سعی کرد او را از عواقب شوم درافتادن با عباسیان بترساند. اما نتوانست از حرکت هلاکو به بغداد جلوگیری کند و به زودی تختگاه عباسیان به محاصره افتاد. محاصرهٔ بغداد از ۲۲ محرم ۶۵۶ ه‍.ق شروع شد و تا آخر این ماه طول کشید. به همین دلیل خلیفه مستعصم ناچار در چهارم صفر ۶۵۶ ه‍.ق به اردوگاه هلاکو آمد، این امر نیز مانع غارت و کشتار بغداد نشد. در نهم صفر هلاکو به بغداد وارد شد و مستعصم به دست خویش کلید گنجینه‌های پانصد سالهٔ اجدادی را به او داد. در بیست چهارم صفر خلیفه و پسر بزرگ‌تر او با عده کثیری از رجال دولت به قتل رسیدند. تعداد کشته‌شدگان بغداد در این زمان به قولی بالغ بر ۸۰۰ هزار نفر بوده است که به‌طور مشخص مبالغه است. سقوط خلافت در افکار عامه و حتی شاعران عصر، سعدی تأثیر دردآمیز نهاد اما چون هلاکو حکومت بغداد و عراق را به عطاملک جوینی یکی والی مسلمان داد، این تأثیر تا حدی تخفیف یافت.
با تشکیل حکومت ایلخانان مغول پس‌از قرن‌ها یک دولت منسجم در فلات ایران برپا شد که بساط دستگاه خلافت عباسی را برچیده، تمام شهرها و استان‌ها را زیر یک پرچم واحد آورده و حکومت‌های محلی و ملوک الطوایفی را-که دلیل پاره‌پاره شدن ایران بودند- به همراه دولت‌های مذهبیِ تفرقه‌انداز چون اسماعیلیان، از میان برداشت و با بها دادن به وزرای اندیشمند ایرانی، نه‌تنها پیشرفت علمی و فرهنگی ایران را دوباره احیا کرد، که زمینه‌ای نیز فراهم شد تا بعدها صفویان از دل آن برخاسته و با استفاده از این موقعیت، فصل تازه‌ای از تاریخ این سرزمین را رقم زنند.
خلفای عباسی که پس‌از قرن‌ها با بهره‌گیری از نام اسلام بسانِ بت مقدسی درآمده و بزرگ‌ترین دلیل عدم‌استقلالِ‌دائمیِ ایران و ملل پیرامون در سده‌های پیشین بودند، به‌طور کامل منهدم گشته و سایه برتری عرب بر سرزمین‌های آسیای غربی از میان برداشته شد. دیگر نه خلیفه‌ای در بغداد وجود داشت که با نام اسلام و شرع، سایه بر استقلال ایران بیفکند و نه اسماعیلیانی درون دژهای مخفی بودند که اعتقادات دینی و مذهبی مردم را تحریک کنند. وجود مغولان و نابودی این قشرها بهانه‌ای بود تا ایران‌زمین آماده حرکت به سوی تاریخی نوین و مدرن شود که در آن چون هزاره‌های پیشین، بدون دخالت بیگانگان در مسیر استقلال و پیشرفت حرکت کند. با رها شدن ایران از زیر یوغ عرب سرانجام بستری فراهم‌شد تا روزگارِ تازه‌ای به وسیله شاه اسماعیل صفوی آغاز شده و ایرانِ نوین براساس یک سیستم سیاسی و مذهبی مستقل، پایه‌گذاری شود.

## منبع‌شناسی
- یاقوت حموی (۶۲۶–۵۷۵ ه‍.ق) از نظر زمانی و مکانی از نزدیک‌ترین نویسندگان و گزارش‌گران دههٔ نخست حملهٔ مغولان به ماوراءالنهر و خراسان است. او تا یکسال قبل از حملهٔ مغول در مرو زندگی می‌کرد. یاقوت بعد از حمله نخست به شهر موصل و سپس به حلب رفت و تا پایان عمر همان‌جا ماند. او در کتاب معجم‌البلدان شرحی از چگونگی تاریخ و کشتار مردم نیشابور در سال ۶۱۸ به دست سپاهیان چنگیز داده است.
- ابن اثیر (۶۳۰–۵۵۵ ه‍.ق) مورخ نامدار آغاز عصر مغول که غالب اوقات را در موصل می‌زیسته است. بخشی از کتاب الکامل فی التاریخ نوشتهٔ ابن اثیر به وقایع این دوران ارتباط دارد.
- شهاب‌الدین زیدری نسوی (مرگ ۶۴۷ ه‍.ق) منشی جلال‌الدین خوارزمشاه و نویسندهٔ کتاب سیرت جلال‌الدینِ مِنکُبِرنی. او بیشتر عمر را در متن زمان و مکان حملهٔ مغول به سر برده و بسیاری از این وقایع را به چشم دیده است. پس از قتل جلال‌الدین چندی متواری بود تا آنکه به میافارقین و به دربار سلاطین کرد ایوبی راه یافت و سپس به حلب رفت و تا پایان عمر همان‌جا ماند.[۱۲۱]
- ابن ابی الحدید (۶۵۶–۵۸۶ ه‍.ق) از مورخان معتزلی معروف است. در شرح نهج البلاغه شرح نسبتاً مفصلی بر حمله مغول نوشته و حاوی اطلاعات مهمی مخصوصاً دربارهٔ استیلای مغول بر اصفهان است.
- منهاج سراج (نیمه دوم قرن هفتم–۵۸۹ ه‍.ق) از نویسندگان فارسی‌زبان و نویسنده تاریخ طبقات ناصری است. این کتاب دربارهٔ استیلای مغول یکی از معتبرترین کتاب‌هاست.[۱۲۲]
- عطاملک جوینی (۶۸۱–۶۲۳ ه‍.ق) با آنکه سال‌ها خود و خاندانش در عهد فرزندان و نوادگان چنگیز، خاصه به روزگار هلاکوخان، وزارت و امارت داشتند، در کتاب تاریخ جهانگشای از رسالت تاریخ‌نگاری روی نگردانیده است و شرحی از وقایع آن روزگار را در کتاب خود آورده است.
- رشیدالدین فضل‌الله همدانی (۷۱۷–۶۴۸ ه‍.ق) وزارت سه تن از ایلخانان مغول را برعهده داشت. جلد اول کتاب او به نام جامع‌التواریخ چکیده‌ای از تاریخ تیره‌های مغول و ترک و تاریخ فرمانروایی چنگیزخان و جانشینان اوست.[۱۲۳]
- شرف‌الدین عبداللّه شیرازی (۷۳۰–۶۶۳ ه‍.ق) از عاملان دیوانی دولت ایلخانی در فارس بود. در کتاب تاریخ وصاف آغاز قدرت گرفتن چنگیزخان و پیروزی‌های او در خراسان را آورده است. به گفته وصاف، کتاب او دنبالهٔ کتاب تاریخ جهانگشای عطاملک جوینی‌است.[۱۲۴]
- حافظ ابرو (درگذشتهٔ ۸۳۳ ه‍.ق) اثر وی ذیل جامع التواریخ یا ذیل تاریخ رشیدی نام دارد و دنبالهٔ کتاب جامع‌التواریخ رشیدالدین فضل‌الله همدانی به شمار می‌آید. کتابی است ساده که بیشتر جنبهٔ سیاسی وقایع مورد توجه بوده است و از نظر ارزش قابل قیاس با رشیدالدین نیست.[۱۲۵]